# Pouldreuzic
Pouldreuzic [puldʁøzik] (en breton : Pouldreuzig) est une commune du département du Finistère, dans la région Bretagne, en France.

## Géographie

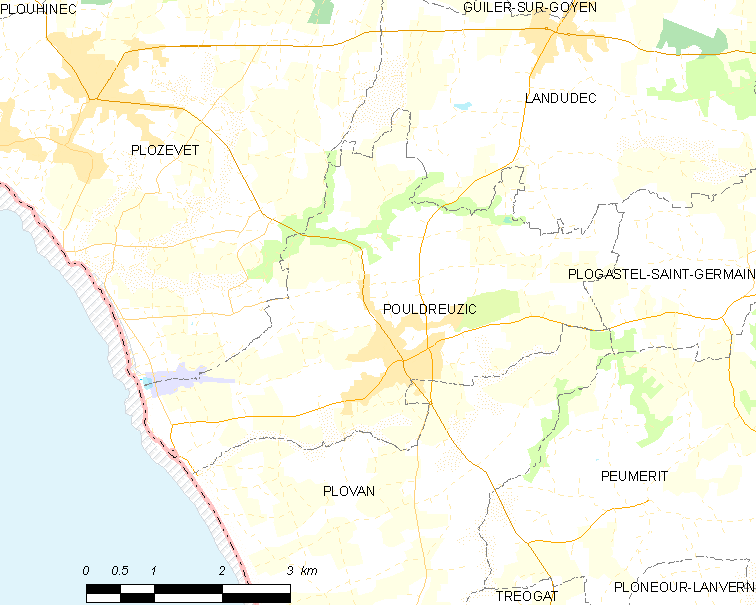
Carte de la commune de Pouldreuzic.

| Plozévet         |             | Landudec                |
| Océan atlantique | Pouldreuzic | Plogastel-Saint-Germain |
|                  | Plovan      |                         |

### Une commune littorale

#### Un tronçon du littoral de la baie d'Audierne
Situé dans le pays Bigouden, le bourg se trouve à 3,5 km des côtes baignées par les eaux de l'océan Atlantique ; sa façade littorale[Quoi ?], le long de laquelle se trouve la plage et le port de Penhors, est peu étendue, borde la baie d'Audierne et est formée pour l'essentiel de falaises basses et surtout d'un important cordon de galets (principalement formé de galets de granite, de micaschiste et de quartz) qui se prolonge jusqu'à la Pointe de la Torche et qui gêne l'écoulement de l'eau des petits cours d'eau côtiers, entraînant la formation de paluds maritimes (Palud Gourinet, Palud Trébanec). Des plages suspendues, formées souvent de cordons de galets fossilisés, sont visibles, vers 6 à 10 mètres d'altitude, en maints endroits ; ils datent de la transgression flandrienne.
Les voyageurs étaient frappés par le passé par la désolation du paysage. Adolphe Joanne par exemple écrit : « Le mugissement des lames qui roulent avec fracas sur les galets du rivage, principalement sur la levée de cailloux de Plovan et le plateau de Penhors, les cris lugubres des goélands, des cormorans, des courlis et des mouettes, frappent seuls l'oreille du voyageur sur les bords désolés de la baie. On n'y voit ni maisons, ni cultures ; on n'y entend ni les chants du laboureur, ni le bêlement des troupeaux, enfin aucun de ces bruits qui, dans la campagne, indiquent ordinairement le voisinage de l'habitation de l'homme ».

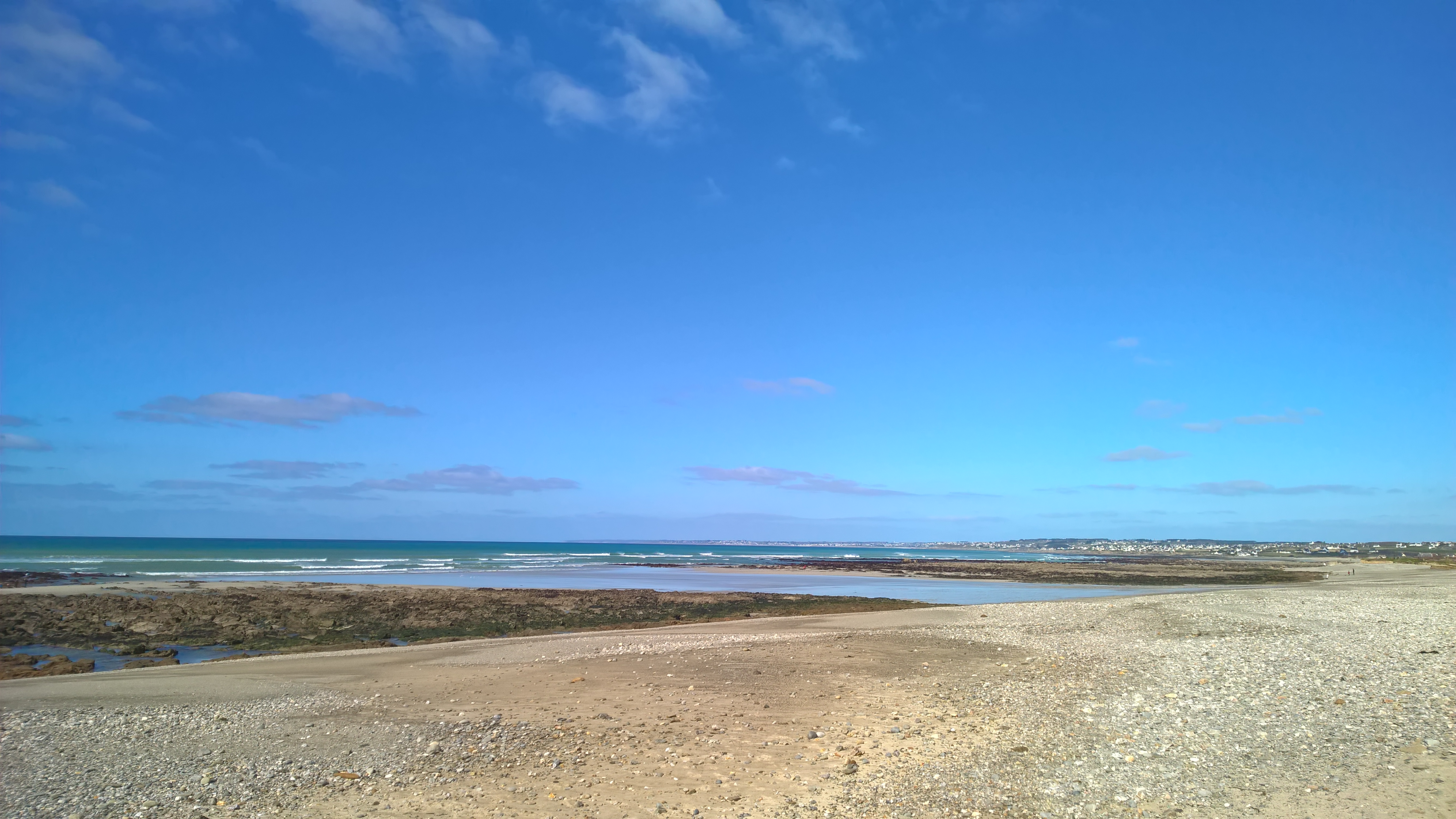
Palud Gourinet : le littoral de la baie d'Audierne à marée basse.
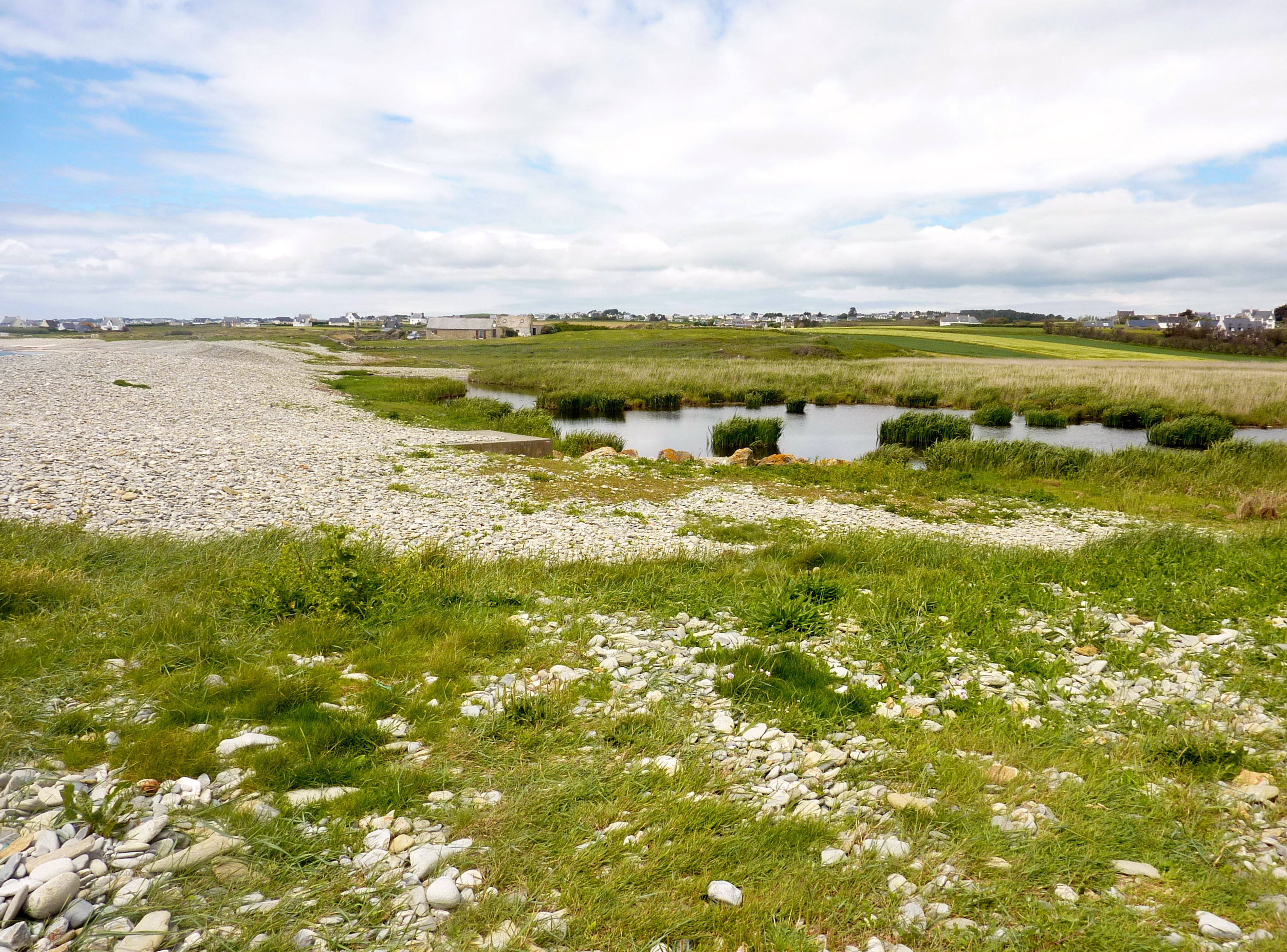
Le Palud Gourinet (marais et petit étang en arrière du cordon de galets de la baie d'Audierne).
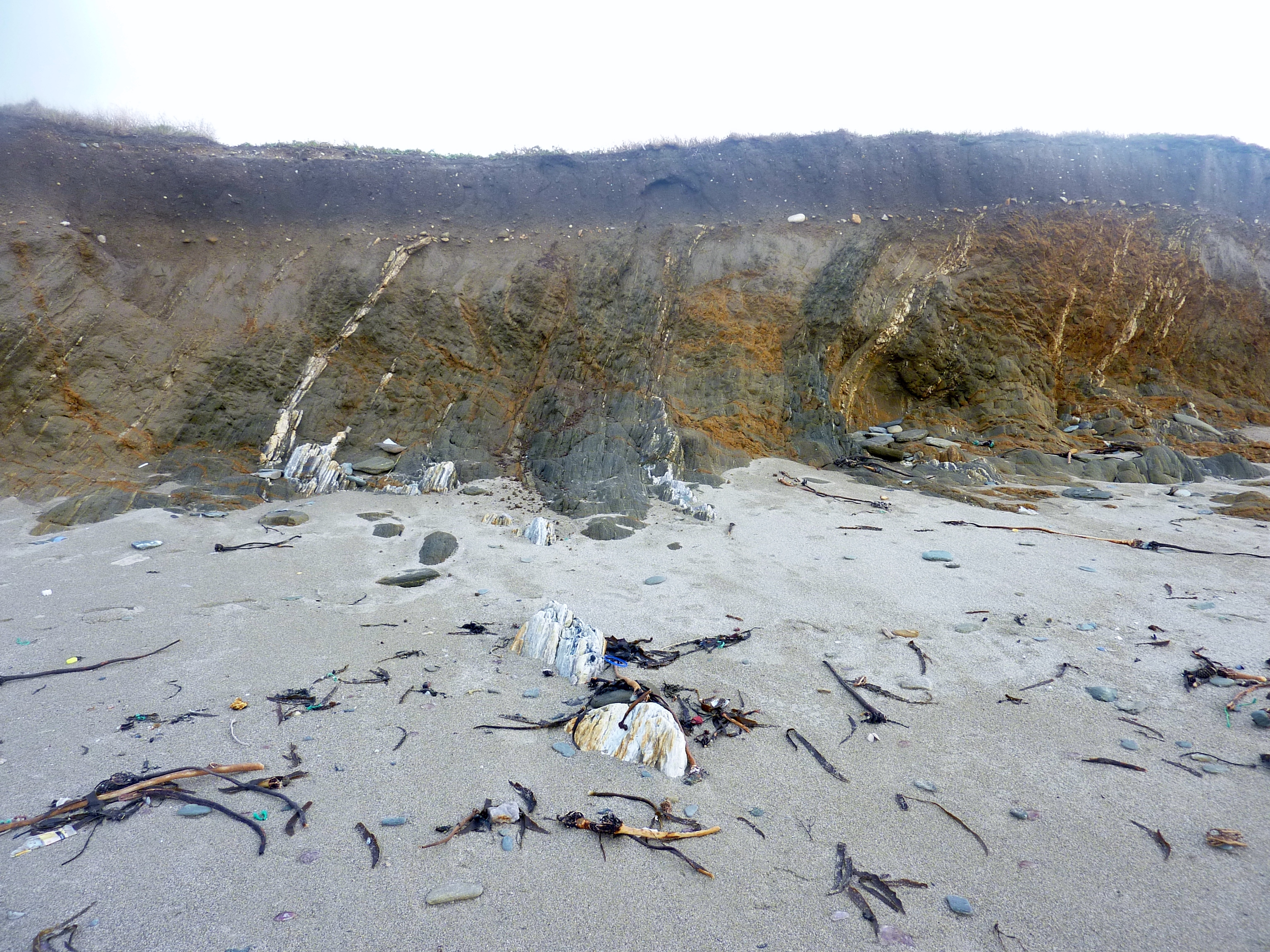
Falaise, formée de roches à fort pendage, à l'ouest de Penhors, montrant une plage de galets suspendue au-dessus de la plate-forme d'abrasion fossilisée.
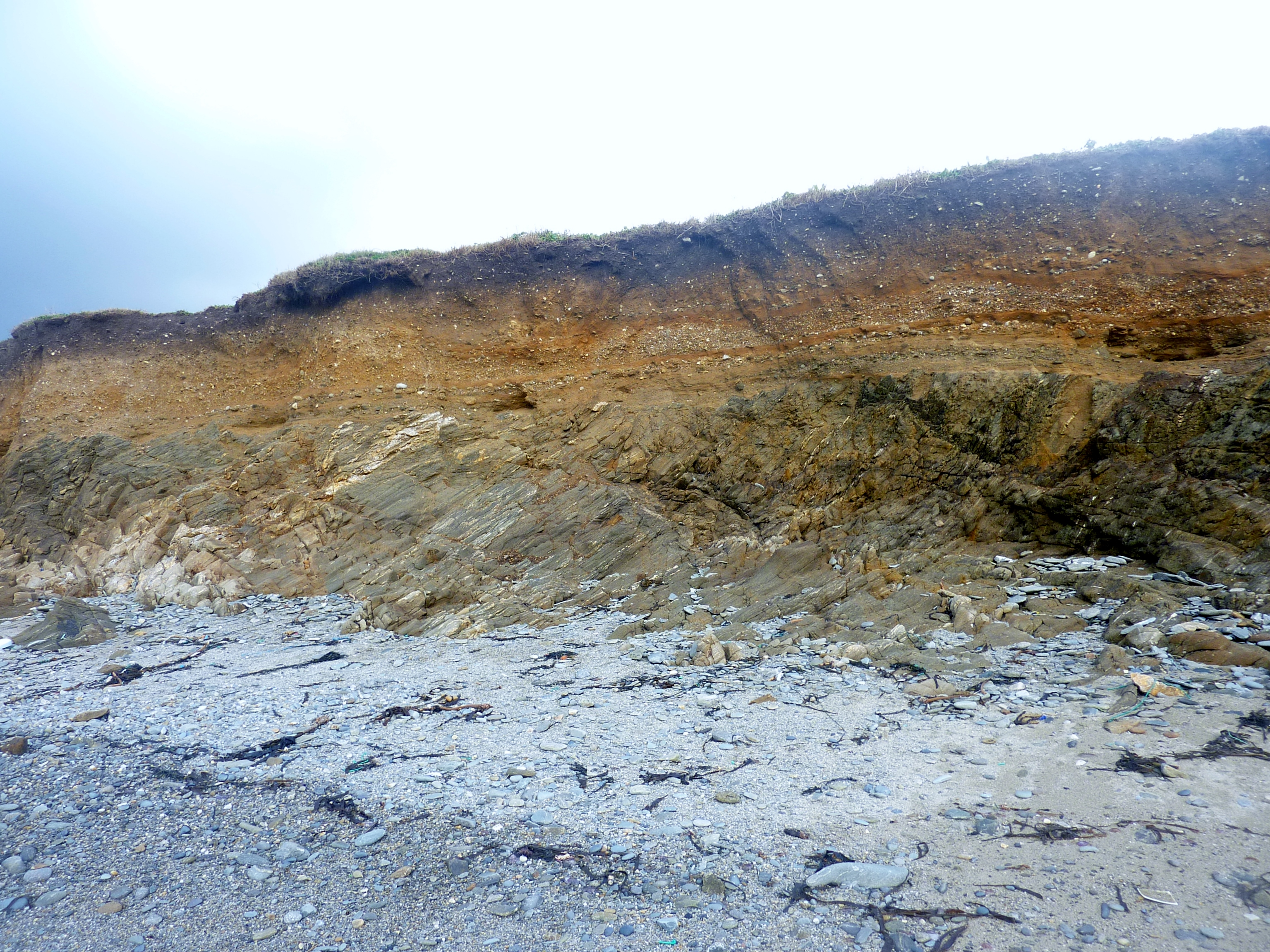
Falaise, à l'ouest de Penhors, montrant une plage de galets suspendue au-dessus de la plate-forme d'abrasion fossilisée.
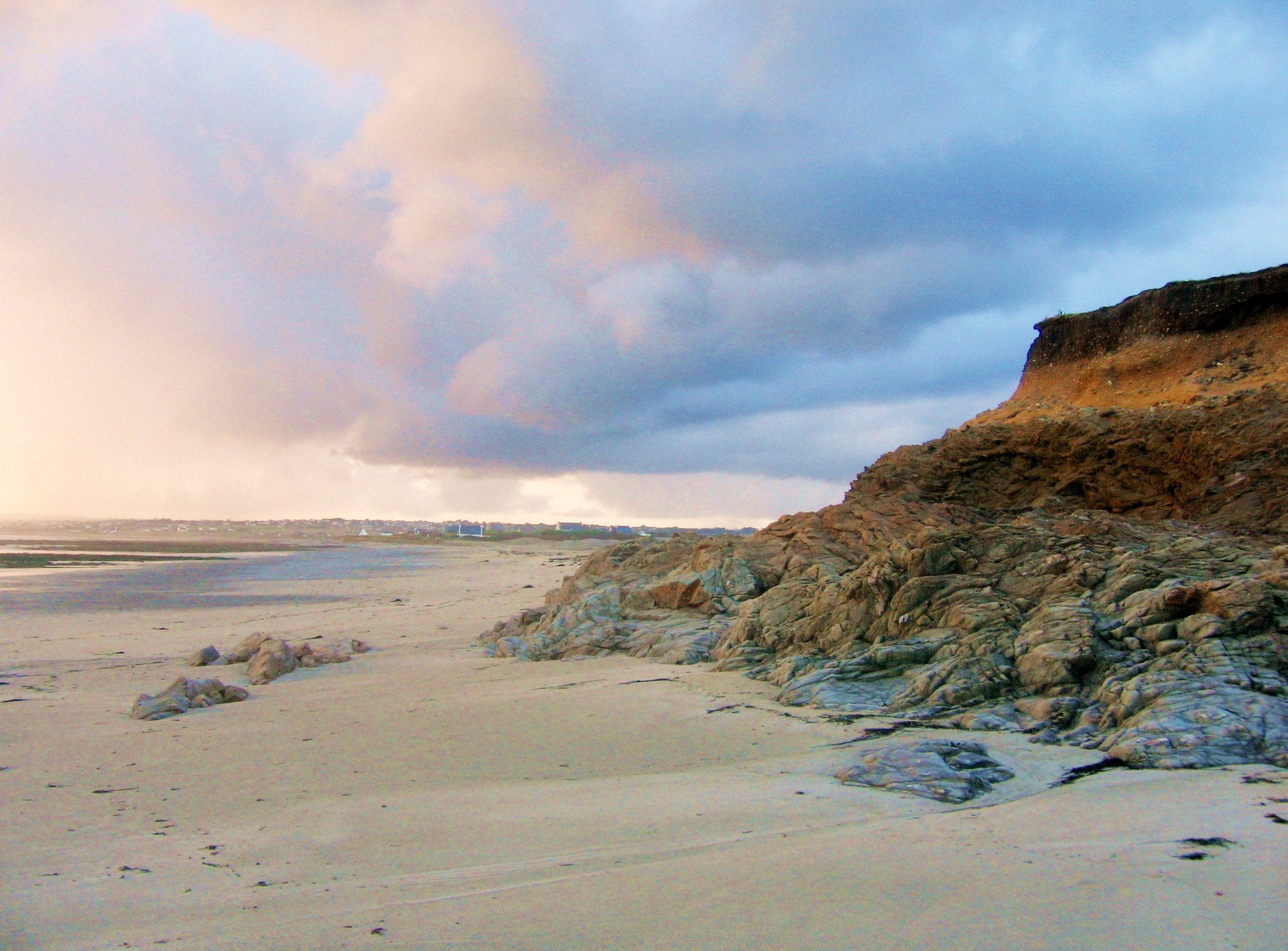
La plage de Penhors près de l'étang de Gourinet.
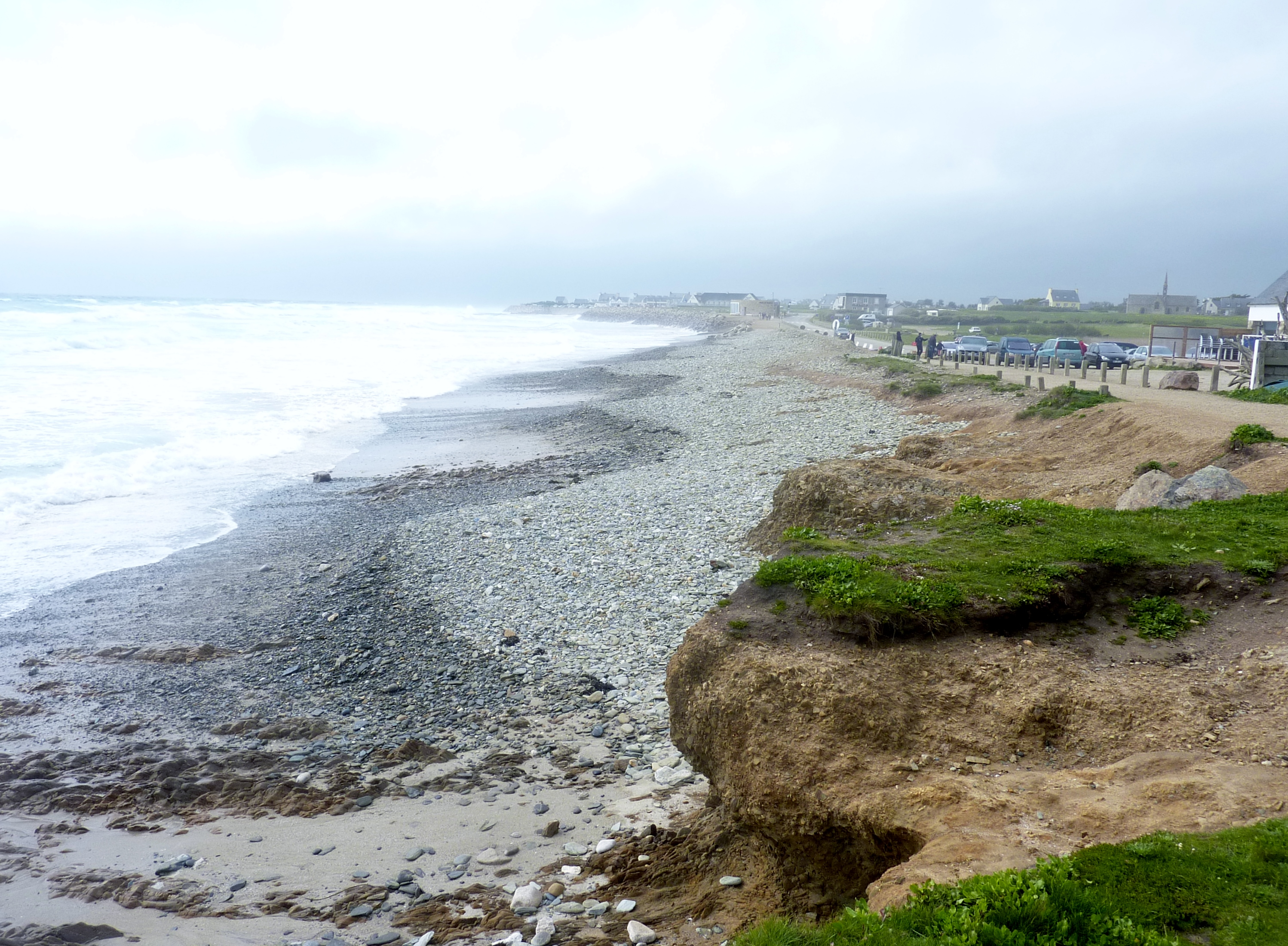
Le littoral de la baie d'Audierne à hauteur du Palud Trébanec en Plovan ; à l'arrière-plan Penhors.
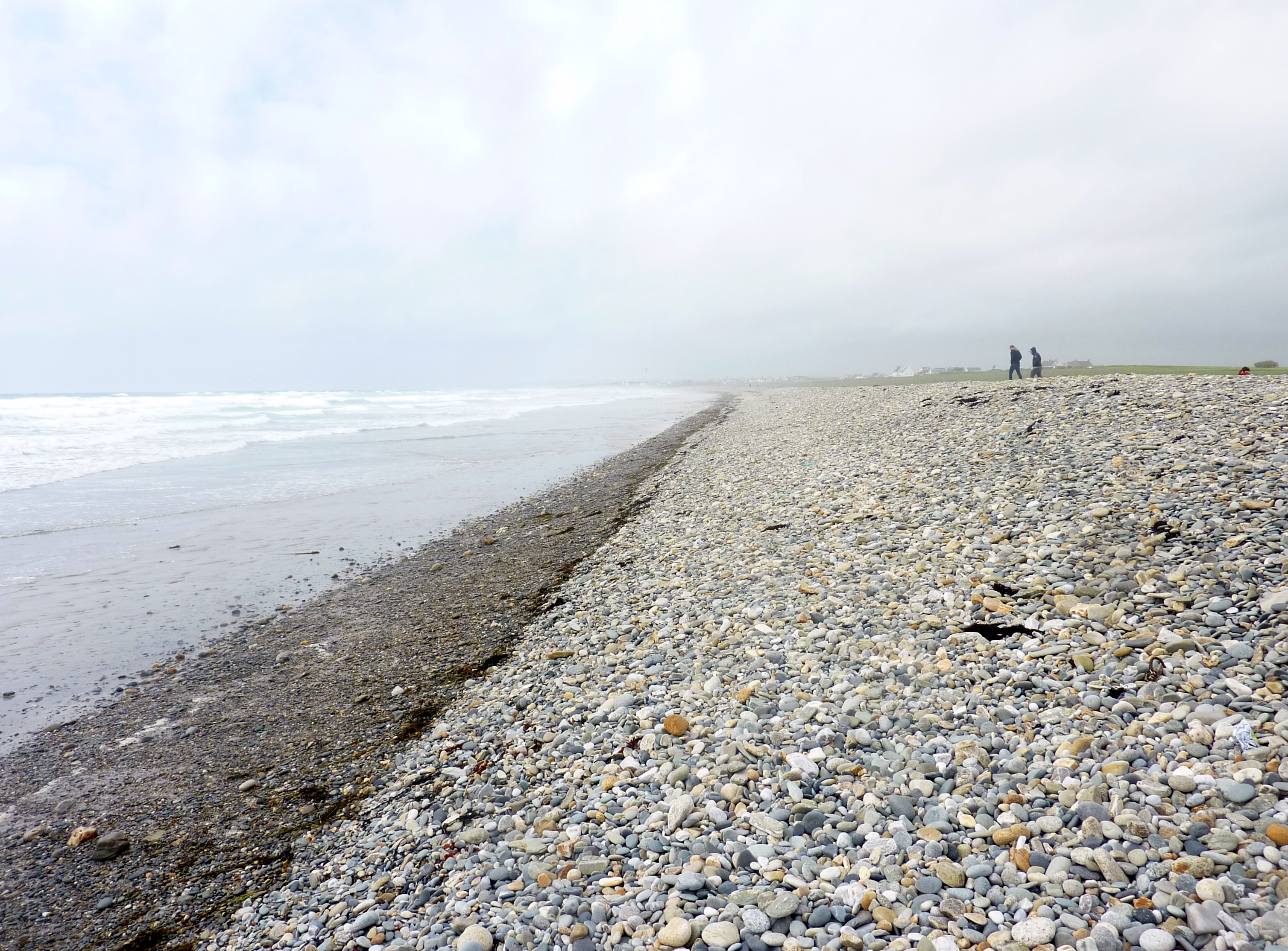
Le cordon de galets de la baie d'Audierne entre l'étang de Nérizellec et le Palud Trébanec (en Plovan), au sud-est de Penhors.

#### Le bourg
Le bourg est situé à une certaine distance de la côte, sur un plateau : c'est là une caractéristique commune à de nombreuses communes littorales bretonnes (par exemple à Ploaré, Plouhinec, Poullan, Combrit, Beuzec-Conq, Nizon, etc.), les premiers émigrants bretons fixèrent le centre de leurs plous à l'intérieur des terres, probablement par crainte des pirates saxons.

### Géologie
Sur le plan géologique, la commune fait partie du domaine sud armoricain du Massif armoricain marqué par le cisaillement sud-armoricain. Cette immense faille se manifeste essentiellement par des roches magmatiques de type granite et orthogneiss armant les reliefs qui constituent les contreforts du haut pays bigouden. Alors que les falaises littorales atteignent près de 100 mètres au nord, les côtes pouldreuzicoises s'abaissent. Elles sont en effet constituées de micaschistes moins résistants à l'érosion, donnant ainsi un estran très plat et des falaises basses.
Des granulites gneissiques affleurent à Plozévet et Pouldreuzic : la roche est feuilletée comme du gneiss et contient des grenats, du mica blanc, de la tourmaline, du feldspath et du quartz. Du micaschiste et des « roches vertes » (serpentinites, amphibolites, prasinites) y affleurent également.

### Le port de Penhors
Le nom de « Penhors » proviendrait du breton penn c'horz (« extrémité des roseaux ») en raison de la proximité d'un étang couvert de roseaux.
Le petit port de Penhors est, avec celui de Pors Poulhan, un des deux seuls petits ports-abris de la baie d'Audierne. Ce port ne fut longtemps qu'un abri précaire aménagé à bras d'hommes dans une faille naturelle où, l'hiver, on cueillait le goémon d'épave. L'été, par beau temps, les paysans-marins y mettent leurs embarcations à l'eau pour pêcher maquereaux, araignées et tourteaux. Désormais, le port de Penhors accueille pendant l'été une trentaine de bateaux de pêcheurs-plaisanciers.
La plage située à proximité est très fréquentée et surveillée par des C.R.S. pendant l'été. Les sports nautiques (surf, planche à voile...) y sont en plein développement et deux écoles permettant d'apprendre ces loisirs s'y sont installées.

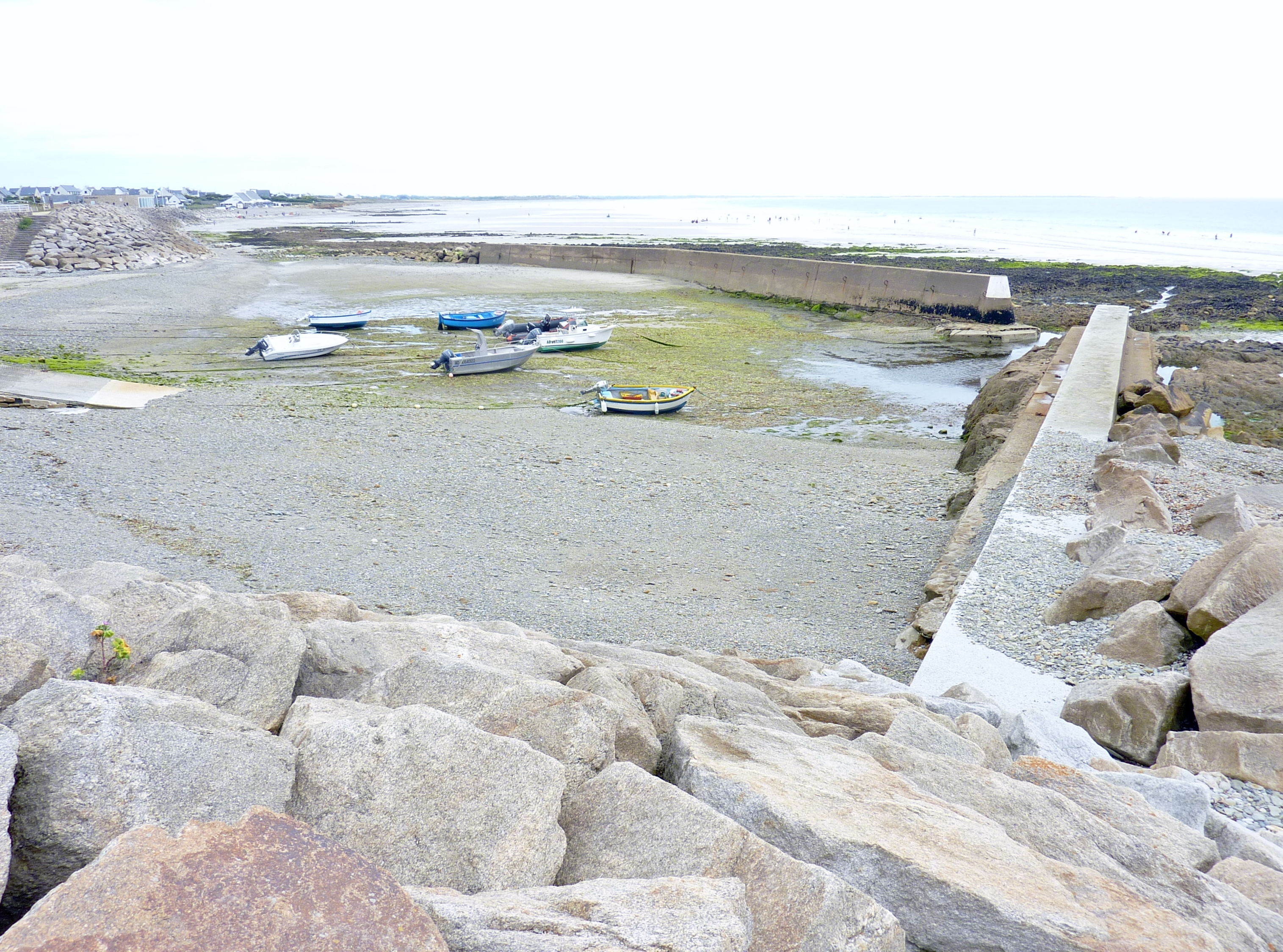
Le port de Penhors à marée basse 1
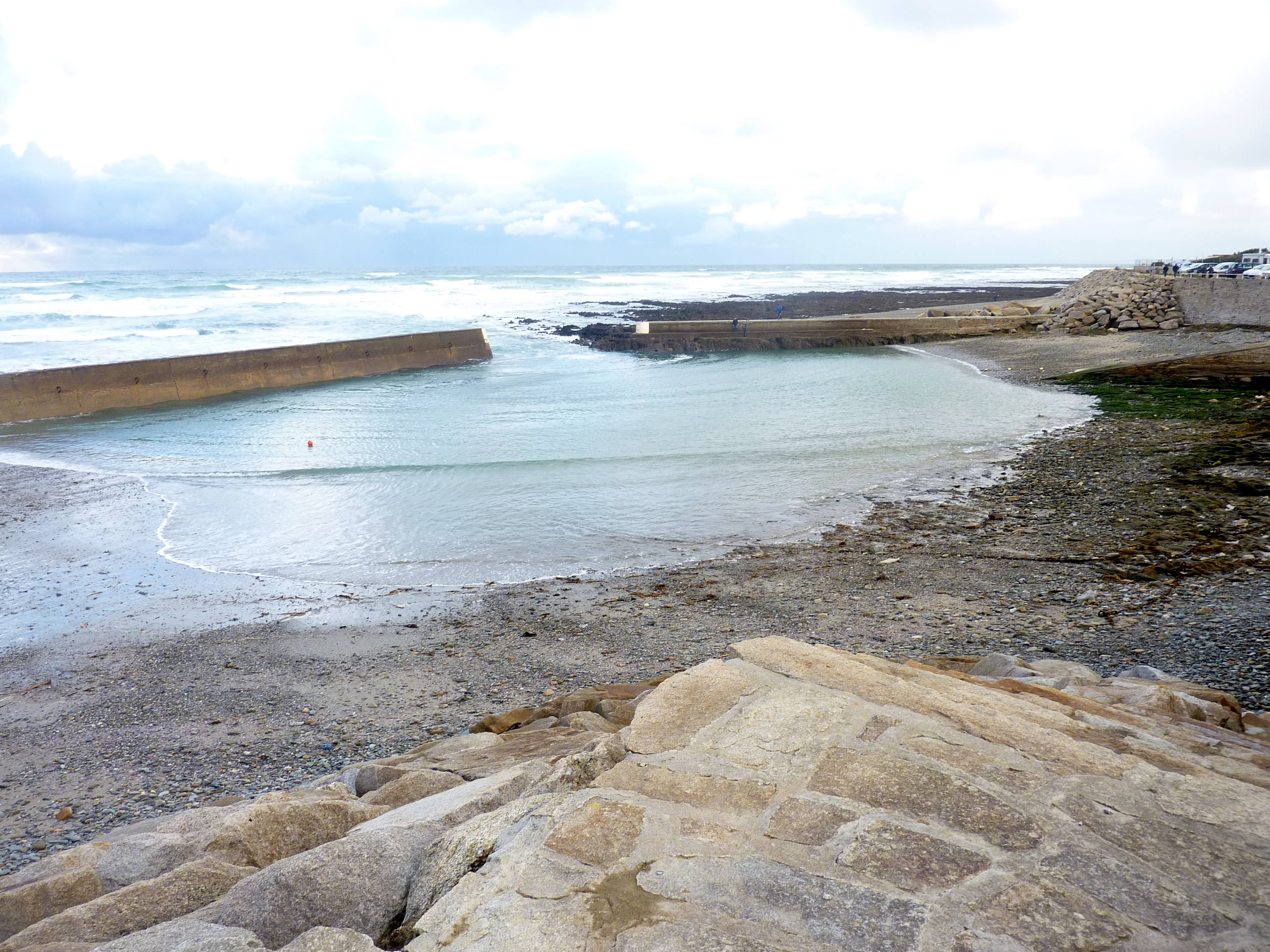
Le port de Penhors à marée basse 2.
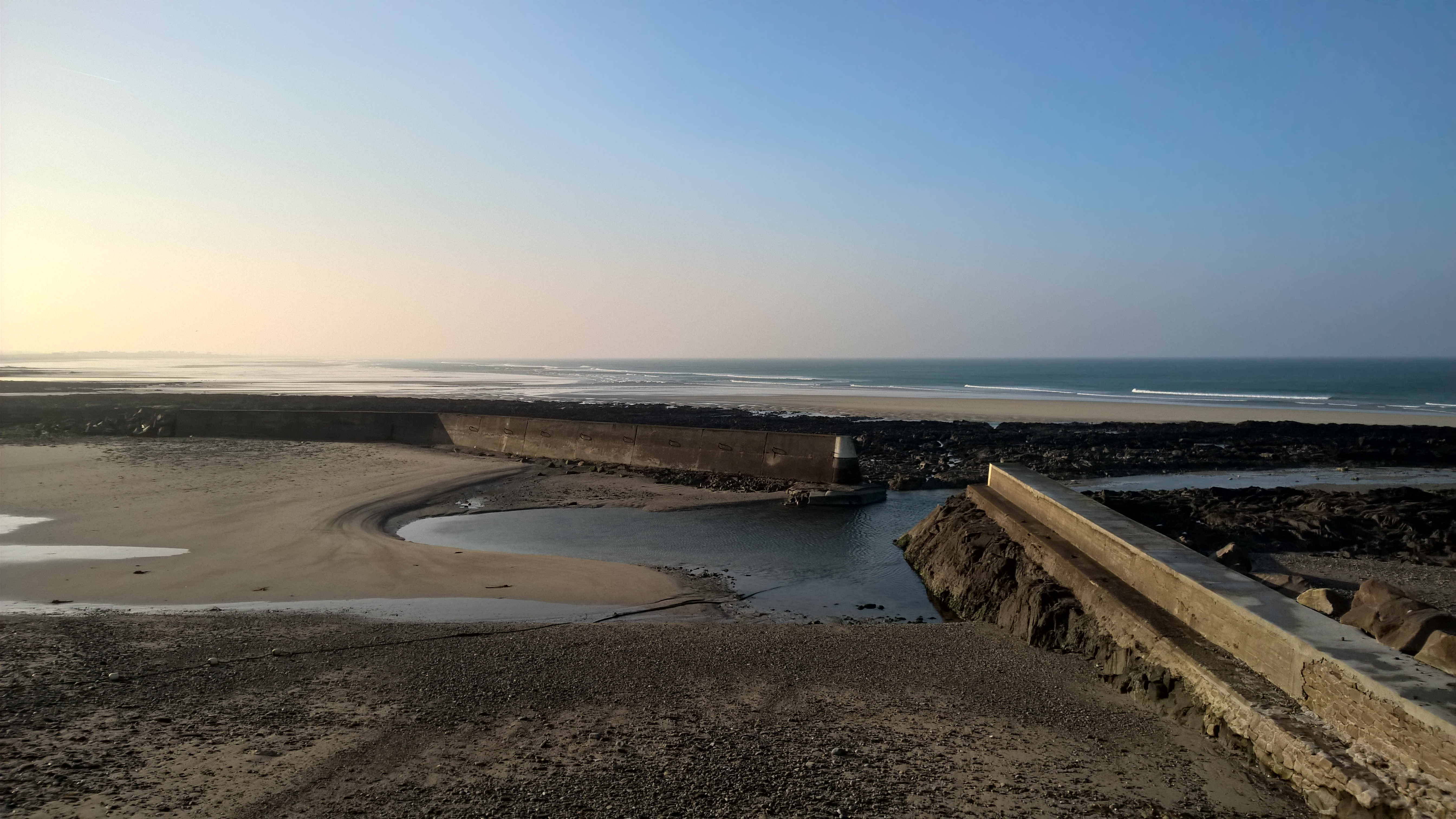
Le port de Penhors à marée basse 3.
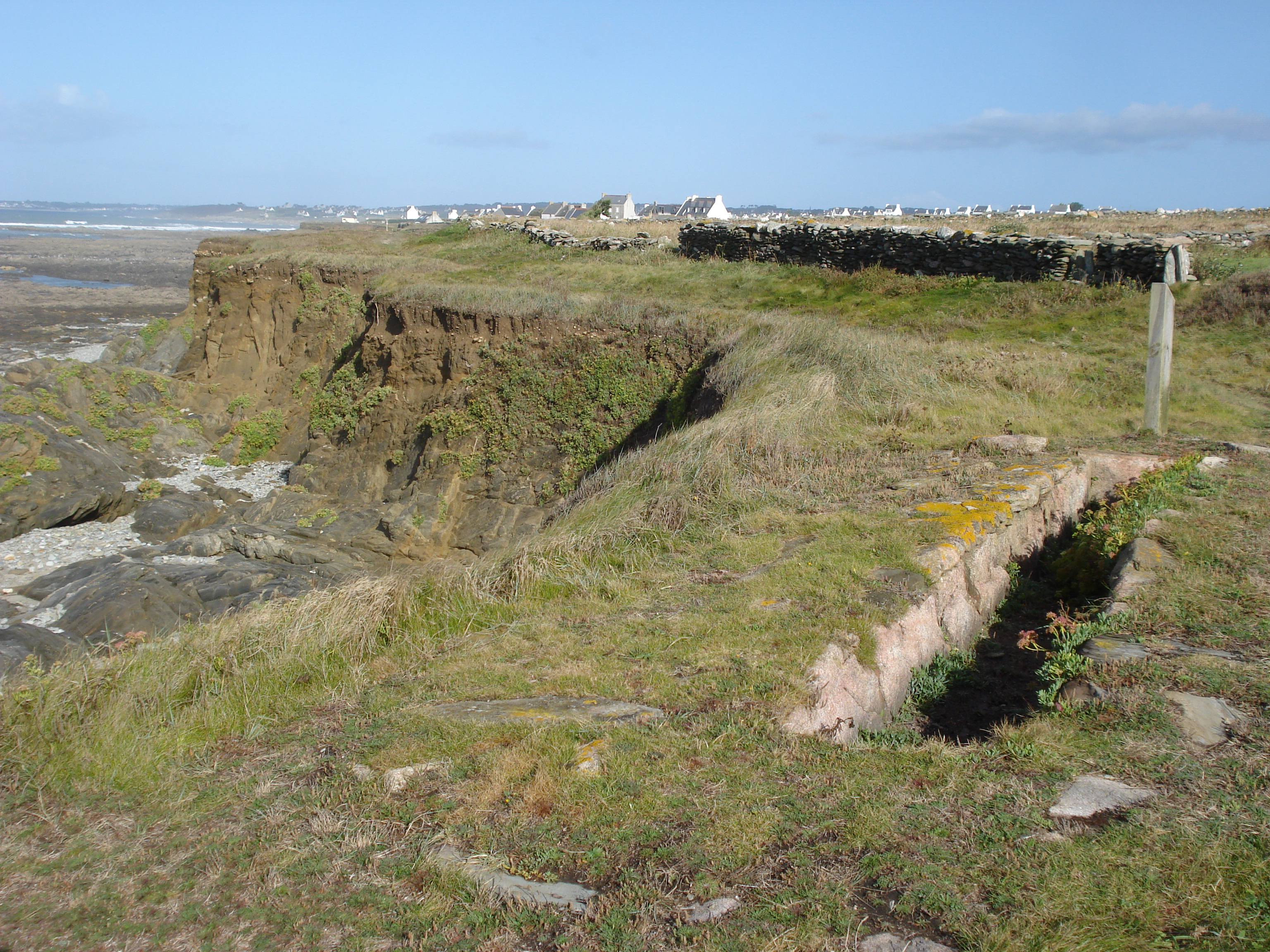
Penhors : four à goémon.
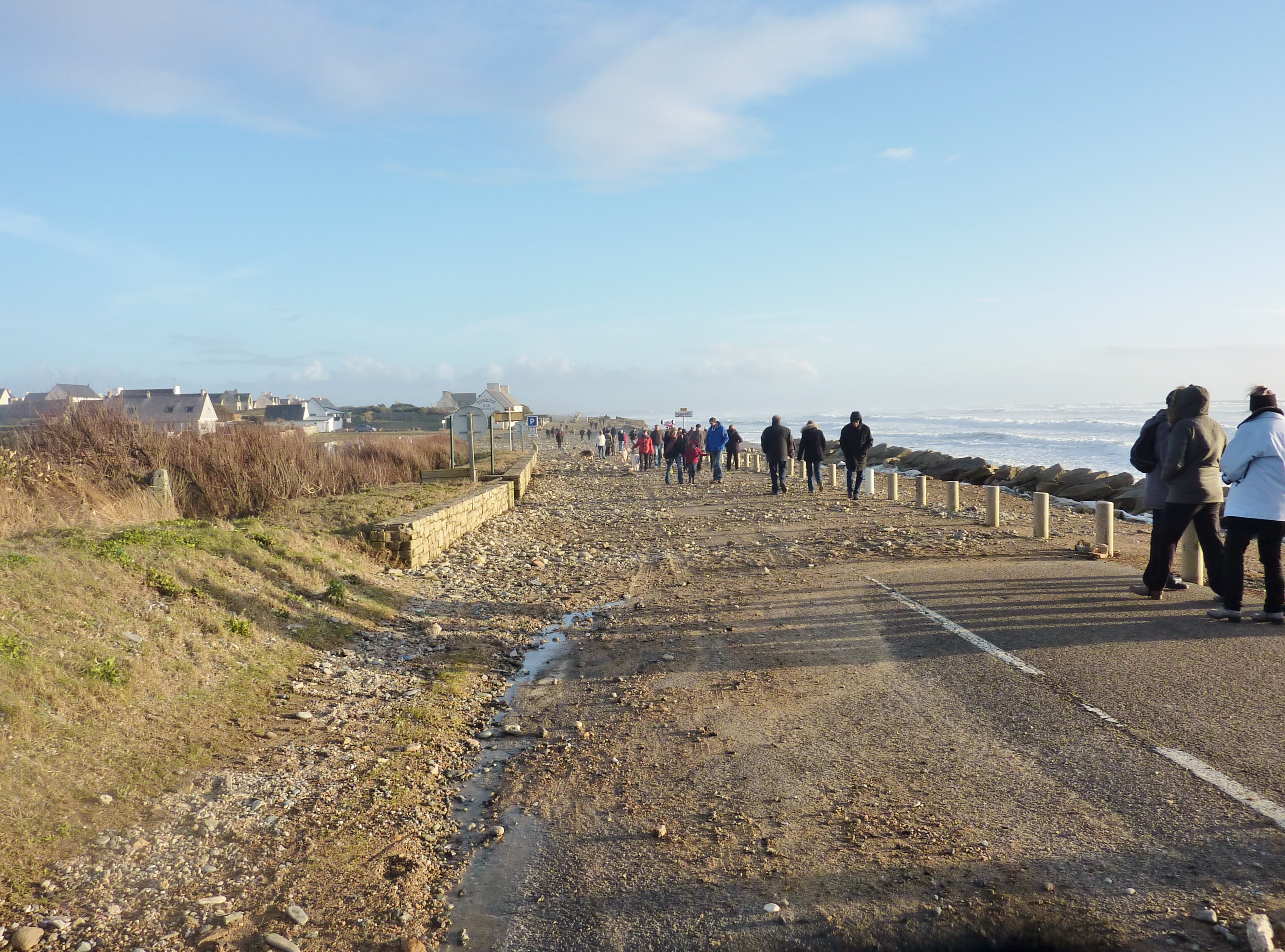
Penhors : la route littorale D 40 envahie par les galets et détruite par la mer à la suite de la tempête du 1er février 2014.
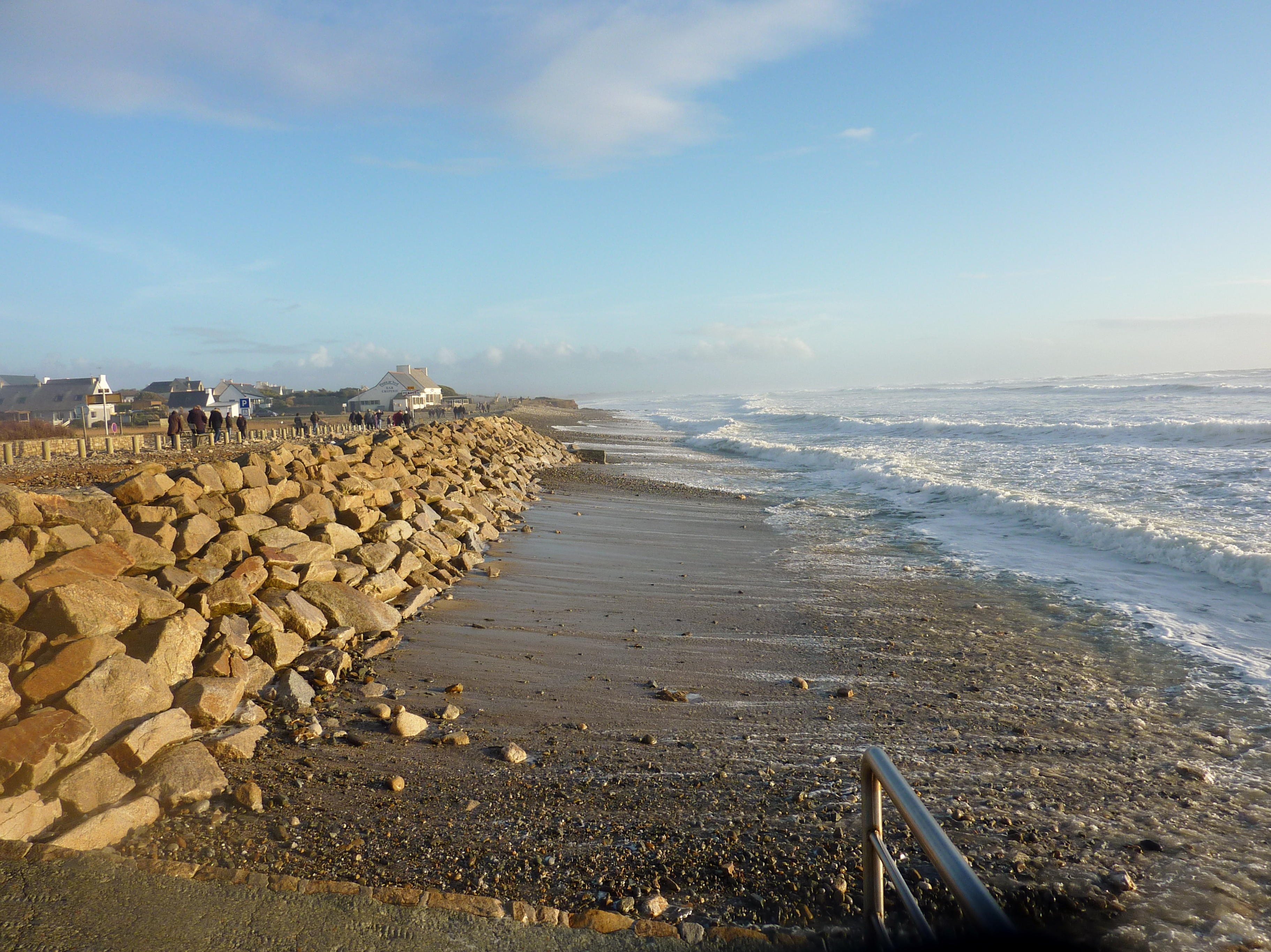
Penhors : le cordon d'enrochement protégeant la route littorale D 40 attaqué par la mer à la suite de la tempête du 1er février 2014.
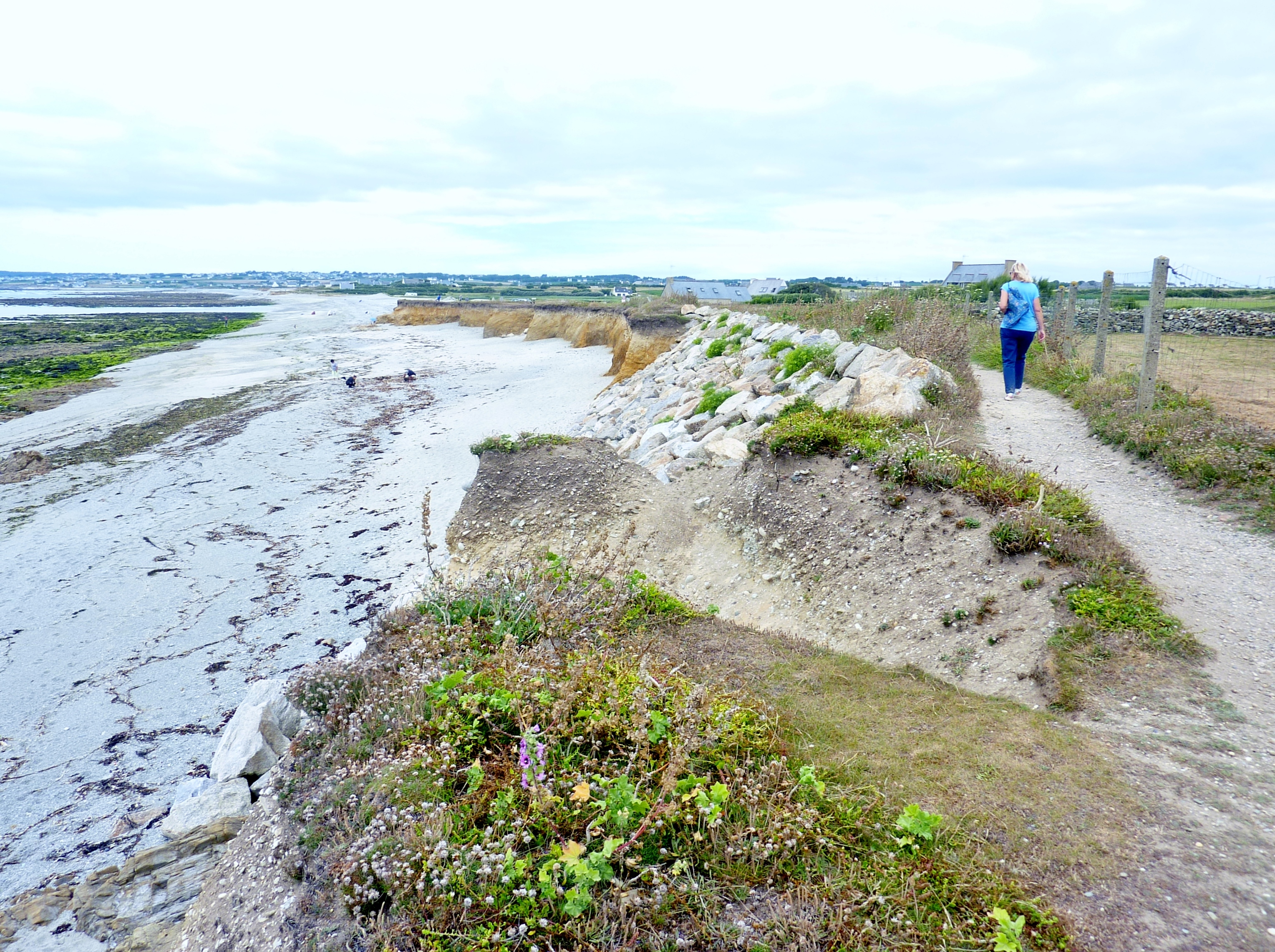
Le GR 34 à Penhors : érosion des dunes et muret de soutènement (ouvrage de protection).

La D 40, qui à Penhors longe la mer, est régulièrement envahie par des galets lors de tempêtes ou de forts coefficients de marée.

### Hydrographie
Pour un article plus général, voir Réseau hydrographique du Finistère.
La commune est située dans le bassin Loire-Bretagne. Elle est drainée par divers petits cours d'eau,.

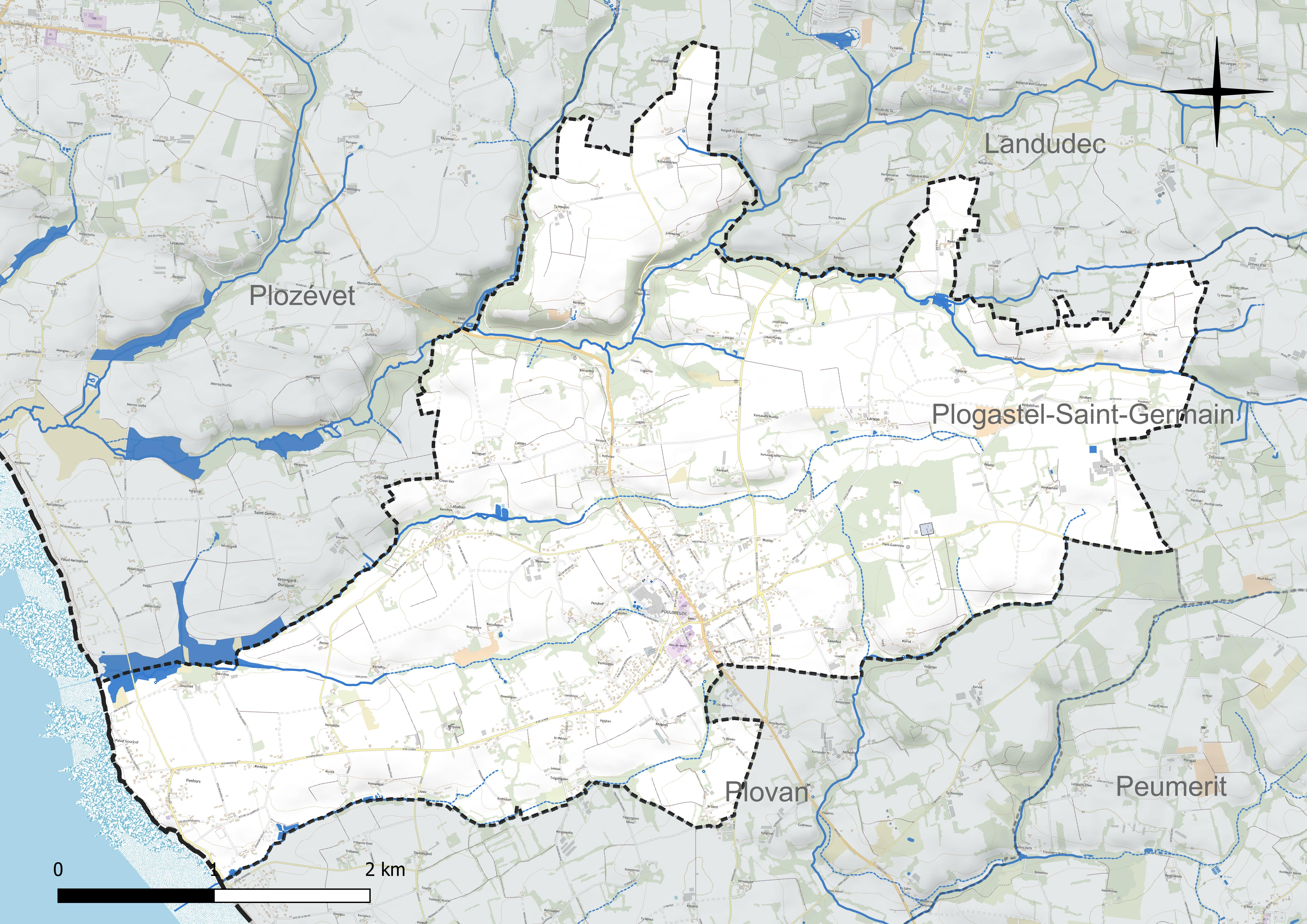
Réseau hydrographique de Pouldreuzic.

### Climat
Pour des articles plus généraux, voir Climat de la Bretagne et Climat du Finistère.
En 2010, le climat de la commune est de type climat océanique franc, selon une étude du CNRS s'appuyant sur une série de données couvrant la période 1971-2000. En 2020, Météo-France publie une typologie des climats de la France métropolitaine dans laquelle la commune est exposée à un climat océanique et est dans la région climatique  Bretagne orientale et méridionale, Pays nantais, Vendée, caractérisée par une faible pluviométrie en été et une bonne insolation. Parallèlement l'observatoire de l'environnement en Bretagne publie en 2020 un zonage climatique de la région Bretagne, s'appuyant sur des données de Météo-France de 2009. La commune est, selon ce zonage, dans la zone « Littoral », exposée à un climat venté, avec des étés frais mais doux en hiver et des pluies moyennes.
Pour la période 1971-2000, la température annuelle moyenne est de 11,6 °C, avec  une amplitude thermique annuelle de 10,7 °C. Le cumul annuel moyen de précipitations est de 1 049 mm, avec 15,8 jours de précipitations en janvier et 8,2 jours en juillet. Pour la période 1991-2020, la température moyenne annuelle observée sur la station météorologique la plus proche, située sur la commune de Pluguffan à 14 km à vol d'oiseau, est de 12,1 °C et le cumul annuel moyen de précipitations est de 1 214,4 mm,. Pour l'avenir, les paramètres climatiques de la commune estimés pour 2050 selon différents scénarios d'émission de gaz à effet de serre sont consultables sur un site dédié publié par Météo-France en novembre 2022.

### Transports
Pouldreuzic est desservi par la D 2 (route de Pont-l'Abbé à Audierne, via Plonéour-Lanvern et Plozévet), par la D 40 qui vient de Quimper et va jusqu'à Penhors et par la D 143 qui mène à Douarnenez et vient côté sud de Plovan.

## Urbanisme

### Typologie
Au 1er janvier 2024, Pouldreuzic est catégorisée commune rurale à habitat dispersé, selon la nouvelle grille communale de densité à 7 niveaux définie par l'Insee en 2022.
Elle est située hors unité urbaine. Par ailleurs la commune fait partie de l'aire d'attraction de Quimper, dont elle est une commune de la couronne,. Cette aire, qui regroupe 58 communes, est catégorisée dans les aires de 200 000 à moins de 700 000 habitants,.
La commune, bordée par l'océan Atlantique, est également une commune littorale au sens de la loi du 3 janvier 1986, dite loi littoral. Des dispositions spécifiques d'urbanisme s'y appliquent dès lors afin de préserver les espaces naturels, les sites, les paysages et l'équilibre écologique du littoral, tel le principe d'inconstructibilité, en dehors des espaces urbanisés, sur la bande littorale des 100 mètres, ou plus si le plan local d'urbanisme le prévoit.

### Occupation des sols
L'occupation des sols de la commune, telle qu'elle ressort de la base de données européenne d'occupation biophysique des sols Corine Land Cover (CLC), est marquée par l'importance des territoires agricoles (82,1 % en 2018), en diminution par rapport à 1990 (84,7 %). La répartition détaillée en 2018 est la suivante : zones agricoles hétérogènes (44,6 %), terres arables (35,5 %), zones urbanisées (9,8 %), forêts (7,1 %), prairies (1,9 %), zones humides intérieures (0,9 %), espaces ouverts, sans ou avec peu de végétation (0,2 %). L'évolution de l'occupation des sols de la commune et de ses infrastructures peut être observée sur les différentes représentations cartographiques du territoire : la carte de Cassini (XVIIIe siècle), la carte d'état-major (1820-1866) et les cartes ou photos aériennes de l'IGN pour la période actuelle (1950 à aujourd'hui).

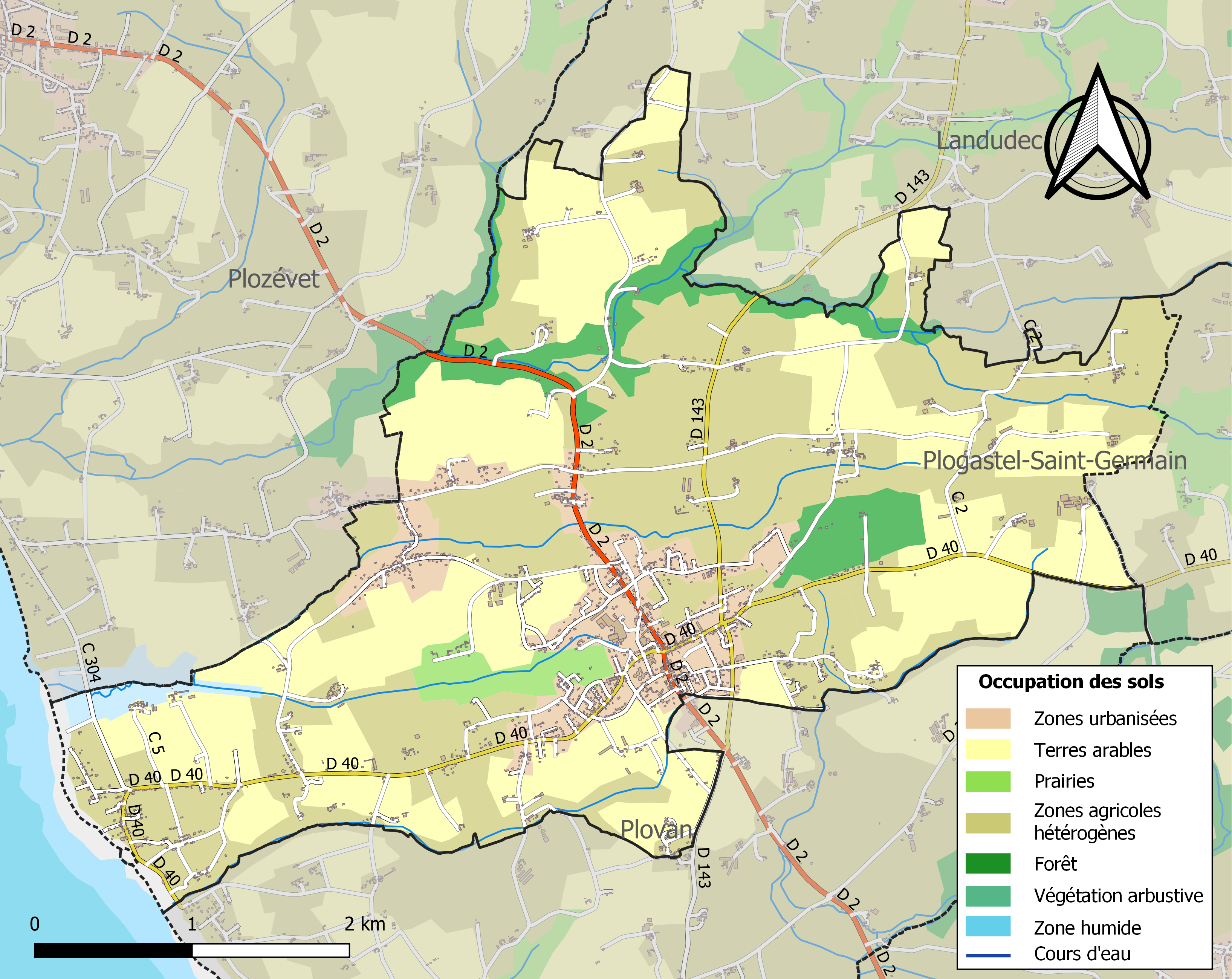
Carte des infrastructures et de l'occupation des sols de la commune en 2018 (CLC).

## Toponymie
Le nom de la localité est attesté sous les formes Ploedrozic en 1247, Ploedresic en 1468, Ploedreuzic en 1574.
Le nom Pouldreuzic vient de la déformation de plou- (comme pour Pouldergat ou Pouldavid) et de *Trozic (mot dont l'origine est inconnue).

## Histoire

### Préhistoire
Paul du Chatellier raconte en 1884 qu'une sépulture datant du début de l'âge du bronze fut trouvée à Pouldreuzic, quelques centaines de mètres au nord du dolmen de Renongat (situé en Plovan) par un cultivateur qui faisait des travaux de culture ; cette sépulture, faite de quatre pierres posées de champ en terre formant une case recouverte d'une dalle de 50 x 60 cm, comprenait un vase rempli de restes incinérés et deux haches en bronze.
Deux menhirs et un dolmen submergés et donc invisibles la plupart du temps ont été identifiés ä près de 400 mètres du rivage en trois points différents à Penhors par l'archéologue Pierre Gouletquer le 11 mars 2024 en raison du fort coefficient de marée (117) ce jour-là. Le niveau de la mer était alors 6 à 7 mètres plus bas que de nos jours. Des observations faites en 1985 lors d'une précédente grande marée attestent de la présence d'une forêt à l'époque ( vers 4 500 ans avant J.-C.) aux alentours de ces mégalithes.

### Antiquité
Une voie romaine partait de Pont-l'Abbé et allait jusqu'à la Pointe du Raz en passant par Plonéour, Tréogat, Pouldreuzic et Plozévet.

### Époque moderne

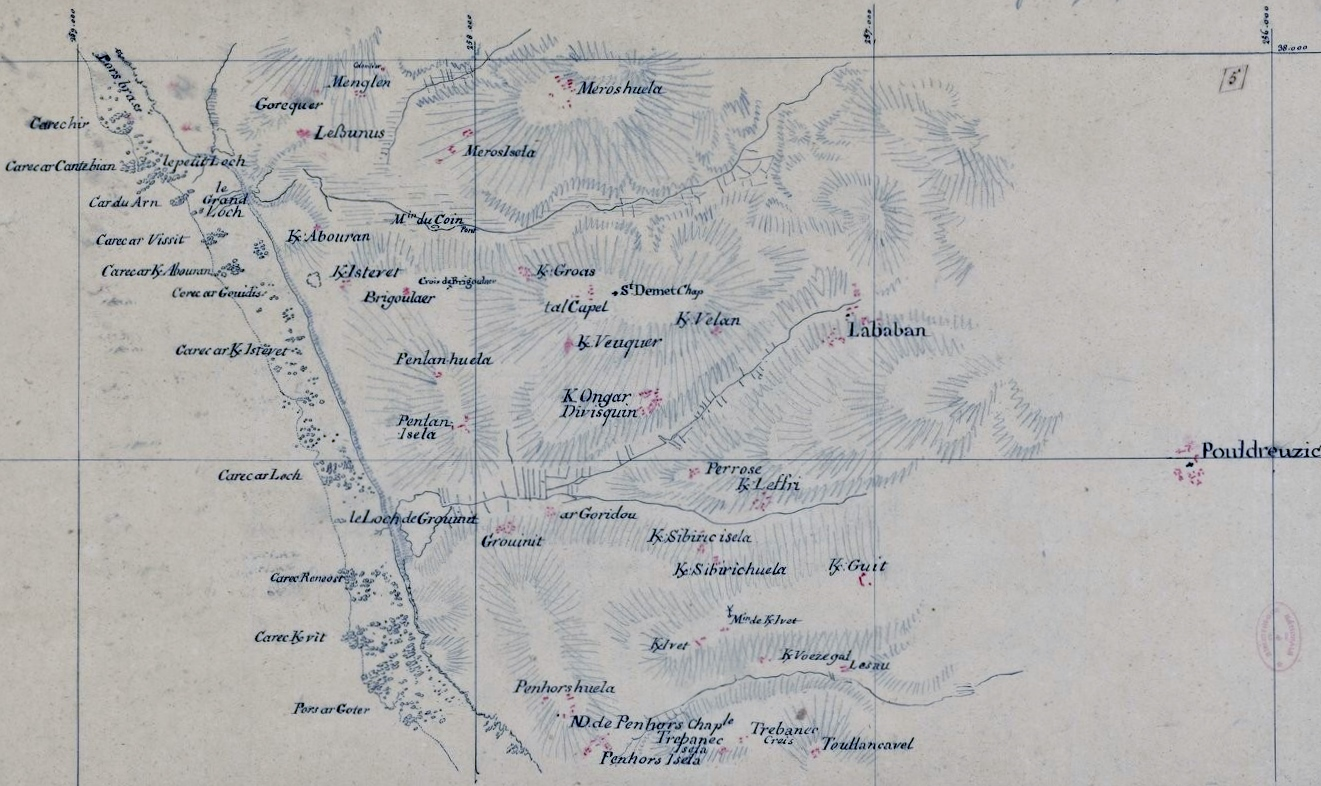
Carte de la région de Penhors datant de la fin du XVIIIe siècle.

Des naufrages se sont produits à toutes les époques, mais l'histoire en a généralement perdu toute trace : une exception toutefois le 21 décembre 1518 où François Ier fait un don de 3 600 livres tournois à Alain, seigneur de Guengat « à prendre sur les épaves d'un naufrage arrivé à Penhors, sur les côtes de Bretagne ».
En 1595 (ou 1597), le brigand Guy Éder de La Fontenelle fit pendre Jean Le Cosquer, curé de Pouldreuzic, qui était l'invité du capitaine de la ville de Pont-Croix, le sieur de La Villerouault, époux de Jeanne de Kerbullic, ainsi que ce dernier, lorsqu'il s'empara de la ville.
En 1655, le prédicateur Julien Maunoir prêcha une mission à Pouldreuzic.
La prieure du couvent de Locmaria à Quimper disposait de privilèges en la chapelle Notre-Dame de Penhors et, selon un aveu de 1707, de droits sur des terres situées à proximité.
Le 22 janvier 1735 le Cromwell, un bateau de 800 tonneaux, s'échoua à Penhors. On vola au capitaine 4 fusils et des effets.
Le 7 avril 1744 le Saint-Yves, de Port-Launay, s'échoua à Penhors, à la suite d'un abordage avec un navire hollandais ; le 29 juin 1746 le Saint-Joseph, aussi de Port-Launay, coula en face de Penhors : ce naufrage permit à la population riveraine de boire jusqu'à plus soif le vin de la cargaison.
En 1759, une ordonnance de Louis XV ordonne à la paroisse de Pouldrezil [Pouldreuzic] de fournir 15 hommes et de payer 98 livres pour « la dépense annuelle de la garde-côte de Bretagne ».
En 1787, une épidémie de fièvre typhoïde sévit : elle fit 27 morts dans la seule famille Hénaf à Pouldreuzic, Lababan et Plozévet.

### Révolution française
La paroisse de Pouldreuzic, qui comprenait alors 125 feux, élit quatre délégués (Moullec, notaire royal, Allain Le Corre, Jean Le Corre, Allain Le Darchen) et celle de Lababan, qui comprenait alors 17 feux deux délégués (Guillaume Le Goff et Joseph Kerveillant), pour les représenter à l'assemblée du tiers-état de la sénéchaussée de Quimper au printemps 1789.
La loi du 12 septembre 1791 « relative à la circonscription des paroisses du district de Pont-Croix » donne à la paroisse de Plovan comme succursale Pouldreuzic.
Le 2 thermidor an II (20 juillet 1794), un instituteur est nommé à Pouldreuzic, Ronan Hascoët : il se mit aussitôt à l'œuvre, engageant les parents à envoyer leurs enfants aux écoles (...). Il écrit : « Les écoles duraient de deux heures à deux heures et demie. (...) Pendant les quatre premiers mois, le nombre de mes élèves étoit de 16, 18, 20, 30, jusqu'à 36. Les plus assidus commençaient à distinguer le substantif de l'adjectif et à accorder l'un à l'autre, à parler un peu le français. Depuis quelque temps, le nombre diminue et se réduit à 8, 10, 7, et quelquefois à 4, 5 ». Mais la municipalité ne secondait pas l'instituteur. Les enfants lui disaient que la dureté du temps les obligeaient à rester chez eux ; d'autres lui confiaient qu'on se moquait d'eux et que, quand on leur aurait appris le français, on les aurait envoyé dans un autre pays.
Jacques Kerdréac'h, né le 20 juin 1759 à Ros Daniélou en Plouhinec, nommé vicaire de Pouldreuzic en 1784, fut un prêtre réfractaire (ainsi que le recteur de la paroisse, Dieuleveut) qui, bien que pourchassé par le directoire du district de Pont-Croix, fut très actif, faisant notamment des baptêmes et des mariages clandestins, entre 1793 et 1798. Nommé recteur de Lababan le 16 juillet 1803, il mourut le 19 décembre 1803.

### LeXIXesiècle

#### L'ancienne paroisse puis commune de Lababan
Lababan, écrit Lambaban en 1426, semble avoir été à l'origine un démembrement de l'ancienne paroisse de Plozévet, même si elle fait désormais partie de Pouldreuzic.
Au Moyen Âge, la famille De Logan était seigneur de Lababan, habitant dans une maison noble du même nom, présente aux réformations et montres de l'évêché de Cornouaille de 1426 à 1562. D'autres nobles de Lababan sont cités, par exemple Geoffroy de La Goublaye à la montre de 1481 et Henry Larmor à celle de 1562. En 1655, le célèbre prédicateur Julien Maunoir est venu prêcher une mission à Lababan.
En 1759, une ordonnance de Louis XV ordonne à la trève de Lababan de fournir 7 hommes et de payer 45 livres pour « la dépense annuelle de la garde-côte de Bretagne ».
La trève de Lababan fut érigée en commune en 1790. La loi du 12 septembre 1791 donne Lababan comme paroisse succursale à Plozévet. Pendant la Révolution française, l'abbé Jean-Étienne Riou, de Lababan, prêtre réfractaire qui se cachait chez un paysan, Jean Gouletquer, du hameau de Kerbolic (lequel fut également arrêté et déporté à Port-Louis jusqu'à la chute de Robespierre) fut guillotiné à Quimper le 17 mars 1794 et enterré dans le cimetière de Locmaria à Quimper.
Victoire Conen de Saint-Luc, alors emprisonnée en même temps en parle en ces termes : « C'est un saint, un martyr de Jésus-Christ qui a été à la mort comme au triomphe, avec la tranquillité que donne l'héroïsme de la religion. À peine ses gardes pouvaient-ils le suivre, tant il était pressé de monter à l'échafaud ! ».
Par ordonnance du 17 avril 1827, Pouldreuzic annexe la commune de Lababan, une ancienne trève de Plogastel-Saint-Germain, dont le nom provient de lan (« ermitage » ou « monastère » en breton) et de saint Paban, plus connu sous les noms de saint Pabu ou saint Tugdual.
Le 16 juillet 1832, après que plus de cinquante vols aient été commis dans la région en neuf mois (de plus les auteurs terrorisaient la population, aucune victime n'osant porter plainte), les brigades de gendarmerie de Quimper, Pont-l'Abbé et Pont-Croix, auxquelles on avait joint un détachement du 61e de ligne, arrêtèrent dans le cimetière de Lababan, qui leur servait de lieu de réunion, et dans des maisons situées dans les environs, « plusieurs individus gravement soupçonnés d'avoir pris part à un grand nombre de vols. (...) Il s'était formé dans le canton de Plogastel-Saint-Germain une association de malfaiteurs contre les propriétés ; (...) cette association se composait au moins des dix individus arrêtés ». Cinq des accusés furent condamnés à dix ans de réclusion par la Cour d'Assises de Quimper en juin 1833.
À la fin du mois d'octobre 1888, l'abbé Kerloc'h, recteur de Lababan, fut agressé et quasi-étranglé en plein jour par des inconnus.

#### Quelques autres événements duXIXesiècle
En 1861 est décidé par le Conseil général du Finistère le classement du chemin d'intérêt commun no 16 (actuelle D 40) de Quimper à Pouldreuzic et à la mer (Penhors), son aménagement s'effectuant les années suivantes. Le même Conseil général décide quelques travaux de redressement et d'élargissement de ce chemin de grande communication no 40 dans la traversée de Pouldreuzic en avril 1880.
Clet Le Gall, né le 30 avril 1842 à Pouldreuzic, caporal au 99e de ligne, fut blessé au fémur droit le 30 novembre 1870 à Montmesly pendant la guerre de 1870.
Les Annales agronomiques de 1878 indiquent que du sable calcaire était alors extrait en grandes quantités dans toute la Baie d'Audierne, y compris sur la grève de Penhors à marée basse.

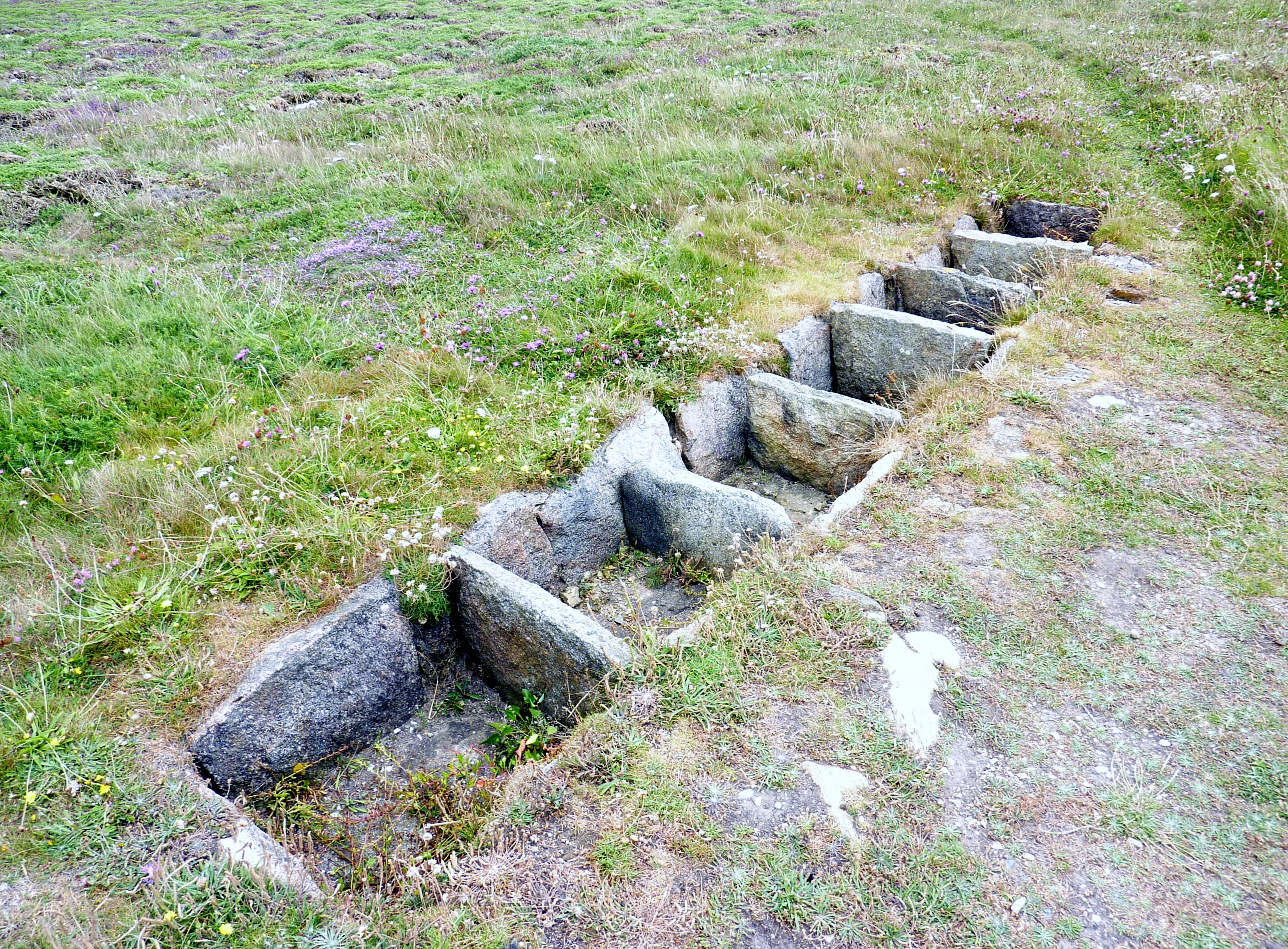
Four à goémon à Penhors.

Benjamin Girard écrit en 1889 à propos de Pouldreuzic : « Il n'existe sur cette côte aucun port qui puisse servir d'abri, et la seule industrie des riverains consiste en l'incinération des goëmons [goémons] que la mer rejette, par quantités énormes, sur ces rives inhospitalières, témoins de tant de naufrages ».
Le journal La Croix raconte qu'en janvier 1886 des pêcheurs de Penhors ramenèrent 17 400 mulets d'un seul coup de senne ; ils furent transportés dans 14 chars-à-bancs à Audierne et à Douarnenez pour y être vendus.
Le 2 février 1897, le Yves-Marie , un bateau de pêche de Quimper, s'échoua près de Penhors.

### LeXXesiècle

#### La Belle Époque

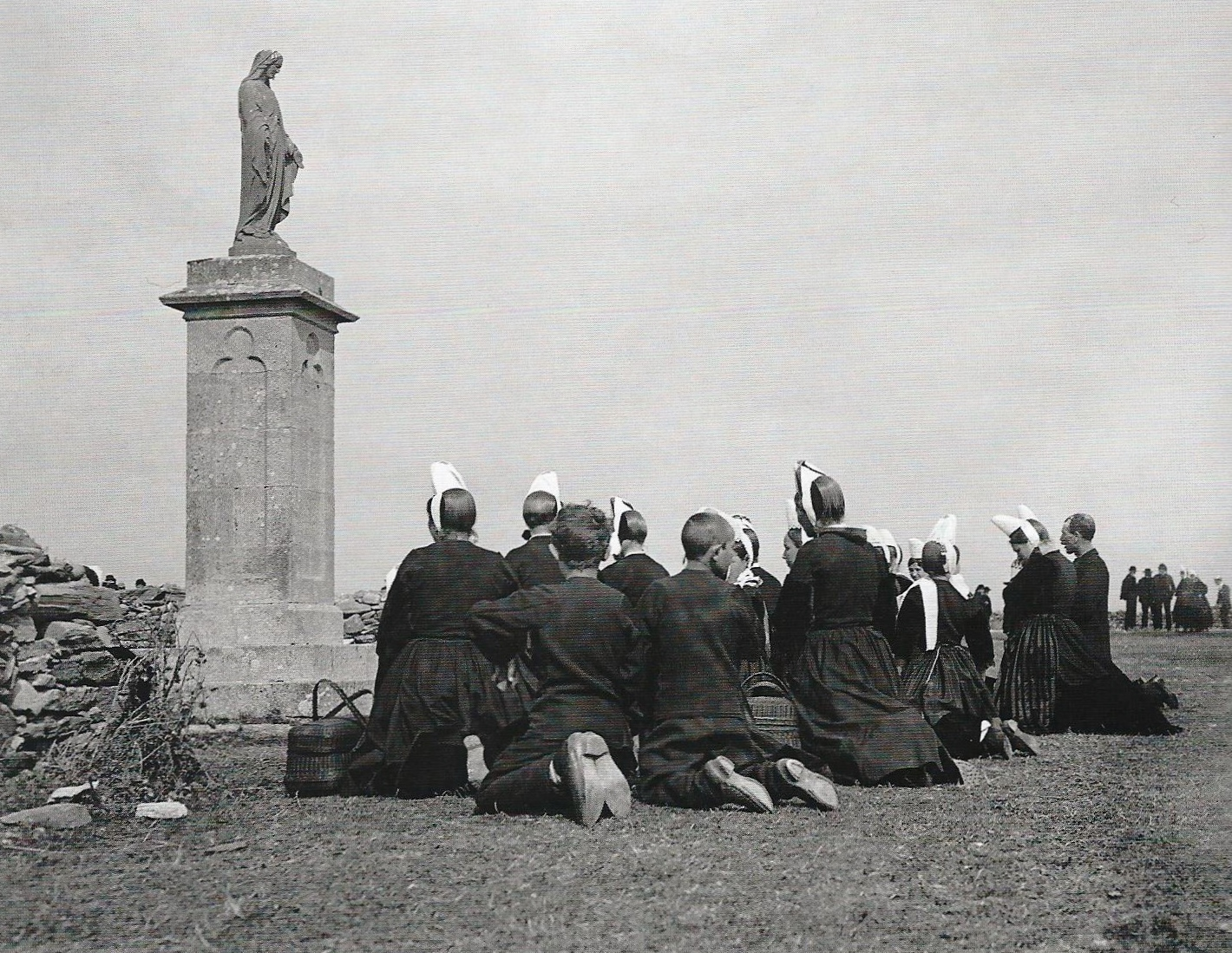
Bigoudènes à genoux priant devant la statue de Notre-Dame-de-Penhors vers 1908 (photographie de Jacques de Thézac).

Le 9 janvier 1903, Le Moal, curé de Pouldreuzic, fait partie des 31 prêtres du diocèse de Quimper dont les traitements sont retenus par décision du gouvernement Combes « tant qu'ils ne feront pas emploi de la langue française dans leurs instructions et l'enseignement du catéchisme » car ils utilisaient le breton. Jean Hénaff, alors adjoint au maire, est suspendu pendant un mois pour avoir rédigé un certificat notoirement faux attestant que l'ecclésiastique faisait le catéchisme en français. Le curé écrit qu'il ne peut se « résigner à pérorer une demi-heure devant des gens qui ignorent la langue dans laquelle je leur parle ».
En septembre 1903, l'école privée catholique de Pouldreuzic est laïcisée en vertu de la loi du 1er juillet 1901.
En 1904, Pierre Nicolas, marchand de vin à Pouldreuzic, fut condamné à mort pour tentative de parricide par la Cour d'assises du Finistère ; sa peine fut commuée en travaux forcés à perpétuité.
En 1906, l'inventaire des biens d'église dut être retardé à Pouldreuzic en raison de la résistance des fidèles.
Des incidents éclatèrent lors des élections législatives du 29 juillet 1907 à Pouldreuzic (les principaux candidats étaient Georges Le Bail, maire de Plozévet, du parti de la Gauche radicale, qui fut réélu député, et Jean Hénaff, conseiller d'arrondissement : l'urne fut renversée, enlevée et les bulletins de vote brûlés. Six personnes (dont cinq de Pouldreuzic et une de Plozévet) poursuivies pour ces raisons devant le tribunal de Quimper furent acquittées en avril 1908.
Le 30 septembre 1912, l'équipage du bateau de pêche Notre-Dame-de-Penhors est recueilli dans la Baie d'Audierne, lors d'une violente tempête de sud-ouest, malgré de maintes difficultés au milieu des brisants et par une mer démontée, par le Biche, de Quimper, dont l'équipage reçut un prix de 1 000 francs pour ce sauvetage. Plusieurs autres bateaux ont porté le nom de Notre-Dame-de-Penhors, par exemple en 1914 un sloop langoustier d'une vingtaine de tonneaux, du port de Kérity en Penmarc'h.

#### La Première Guerre mondiale
Le monument aux morts de Pouldreuzic, édifié en 1922 par l'architecte Charles Chaussepied, porte les noms de 105 soldats morts pour la France pendant la Première Guerre mondiale (les noms de 30 d'entre eux figurent également sur le monument aux morts de Lababan) ; parmi eux quatre au moins (Pierre Burel, Alain Ferrant, Corentin Le Brun, Jean Yannick) sont décédés sur le front belge lors de la bataille de l'Yser ou de la Course à la mer dès 1914, un au moins (Noël Kerouedan) est mort lors de l'expédition des Balkans en Serbie, un au moins (Jean Marie Le Goff) est mort en captivité en Allemagne ; la plupart des autres sont décédés sur le sol français dont Pierre Adam, qui a été décoré de la Croix de guerre et de la Médaille militaire.

#### L'Entre-deux-guerres
En 1923 une mission est prêchée à Pouldreuzic, décrite par Pierre-Jakez Hélias.
Jean Le Pape, sergent au 2e régiment de tirailleurs algériens, âgé de 29 ans, fut tué lors d'un combat au Djebel Saghro (Maroc) le 25 février 1933.
En août 1936 un arrêté préfectoral entérine la création d'un syndicat en vue de l'électrification de la région, comprenant les communes de Landudec, Tréogat, Plonéis, Gourlizon, Plovan, Pouldergat, Peumerit, Guiler-sur-Goyen, Plogastel-Saint-Germain et Pouldreuzic ; « Nous espérons que désormais la création de ce syndicat ne tardera guère et souhaitons que 1937 nous apporte l'électricité tant attendue ».

##### La chapelle ruinée Saint-Guénolé du Loc'h
Louis Le Guennec évoque en 1928 la chapelle ruinée Saint-Guénolé du Loc'h en Pouldreuzic, qui a été construite au XVIe siècle. Elle est entièrement détruite en 1938. Certaines de ses pierres ont servi à l'agrandissement de l'église de Lababan, d'autres ont été exploitées comme carrière par les habitants du voisinage. Une stèle, édifiée en 2008 à Lesvily sur le site de l'ancienne chapelle du Loc'h, par les membres de l'association Patrimoine de Pouldreuzic, est consacrée en 2010 lors de l'inauguration de ce mémorial de la chapelle. La faible profondeur d'un sarcophage monolithe, opposée à la grande hauteur du bloc de granite dans lequel il est taillé, le rapproche des blocs naturels creusés à une époque indéterminée. La légende locale l'associe au lit de Saint-Guénolé. Les membres de cette association restaurent également en 2010 la fontaine Saint-Guénolé et mettent en valeur une pierre plate qui, selon le folklore local serait l'empreinte du sabot du cheval Morvarc'h ayant gagné là le rivage après la submersion d'Ys.

##### Le "train-carottes"
La ligne ferroviaire à voie métrique surnommée "train carottes", exploitée initialement par les Chemins de fer armoricains, fut inaugurée le 1er octobre 1912 et ferma le 30 juin 1935, ne fonctionnant donc que 23 ans à peine. La voie ferrée partait de Pont-l'Abbé et desservait les gares de Plonéour-Lanvern, Tréogat, Pouldreuzic, Plozévet, Plouhinec et Pont-Croix. A Pont-Croix la ligne se raccorde sur celle du train youtar venant de Tréboul pour aboutir à Audierne ; la ligne desservait aussi des arrêts facultatifs supplémentaires comme celui de Plovan. « C'était un train mixte de marchandises et de voyageurs, qui a eu un impact important sur la vie économique et sociale en pays bigouden et dans le cap Sizun » a écrit l'historien Serge Duigou.

##### Le choc de l'arrivée des touristes dans la décennie 1930
Pierre Jakez Hélias a décrit ainsi le choc provoqué par les débuts du tourisme balnéaire à Pouldreuzic dans la décennie 1930 :

« Les touristes, vrais ou faux, les vrais étant appelés les "Parisiens" ont deux manies qui ne laissent pas de leur attirer des quolibets. D'abord, ils aiment se promener avec des boîtes "à tirer des portraits" qu'on appelle des "kodaks". Ils sont des "kodakeriens". (...) Ensuite, les touristes ne peuvent pas durer trois jours dans le bourg sans aller se tremper dans la mer à Penhors. Ils ne se trempent pas seulement les pieds, mais tout le reste, même quand ils ne savent pas nager. Ont-ils donc le cul si sale ? (...) Les pêcheurs de Penhors, habillés de toile bleue rapiécée, la visière sur les yeux, les mains dans les poches quand ils sont à terre, regardent tout ce nouveau remue-ménage avec un air impénétrable. Mais comme ils sont aussi paysans pour la plupart, ils ont leurs moissons à faire. (...) »

Le 27 septembre 1935, un thonier de Concarneau, le 2035, se perd dans la brume et s'échoue devant Pouldreuzic. L'équipage est sain et sauf.

##### Les tensions politiques et scolaires
En janvier 1935, une décision du Conseil d'État, à la requête du maire de Pouldreuzic, annula pour détournement de pouvoir une délibération du 22 novembre 1931 de la Commission administrative du Bureau de bienfaisance local qui avait décidé que les fournitures scolaires seraient distribuées gratuitement aux élèves indigents des seules écoles publiques.

##### La crise agricole de la fin des années 1930
En juin 1938, la mévente de la récolte des petits pois donna lieu à des incidents, des cultivateurs de Pouldreuzic, Plovan et des communes avoisinantes, dans un but de défense corporative, arrosèrent de pétrole dans des champs des sacs de petits pois qui venaient d'être récoltés et firent de même pour des petits pois qui s'apprêtaient à être mis en boîte dans la conserverie Hénaff de Pouldreuzic ; 30 paysans furent en décembre 1938 poursuivis devant le tribunal de Quimper. En raison de ces faits, quinze agriculteurs furent condamnés à diverses peines.

#### La Seconde Guerre mondiale
Le monument aux morts de Pouldreuzic porte les noms de 14 personnes mortes pour la France pendant la Seconde Guerre mondiale ; quatre d'entre elles (Albert Colin, Alain Le Berre, Alain Le Coz, Joseph Le Gall) sont des marins décédés en mer. Albert Guichoua et Michel Plouzennec sont morts en déportation. Jean-Marie Le Corre, alors électricien à Paris, fut fusillé au Mont-Valérien le 26 ou le 27 janvier 1942.
D'autres habitants de Pouldreuzic ont été résistants, par exemple Pierre-Jakez Hélias et Alexis Guivarc'h, membre de la compagnie Indépendance des Francs-tireurs et partisans (FTPF) de Mahalon, qui participa aux combats pour la libération d'Audierne.
Le 13 juin 1943, deux soldats allemands qui étaient de service à l'abri de Canté et faisaient partie de l'unité allemande Rudolph stationnée à l'école Saint-Joseph de Landudec, le caporal Frantz Cotzur et l'adjudant Schreiner sauvèrent de la noyade René Le Pape, 37 ans, en se portant à son secours, le premier en allant le chercher en mer et en le ramenant sur la plage, le second en le réanimant.

#### L'après-Seconde-Guerre-mondiale

##### Les morts lors des guerres d'Indochine et d'Algérie
Trois soldats originaires de Pouldreuzic sont morts pendant la Guerre d'Indochine (Pierre Gentric, Alain Kerveillant, Roger Strullu) et trois autres (René Baurin (décoré de la Médaille militaire et de la Croix de la Valeur militaire avec palmes), Étienne Hascoët, Jean Vigouroux) pendant la Guerre d'Algérie.

##### Le naufrage duVainqueur des Jaloux
En novembre 1949, le Vainqueur des Jaloux, un canot de Penhors, revenait d'Audierne lourdement chargé de fûts d'essence et d'une senne de 300 kg ; la houle se levant brutalement, les quatre hommes à bord furent surpris par une lame qui remplit d'un coup leur embarcation à laquelle ils restèrent accrochés un long moment sous les yeux de leurs familles et de nombreux habitants de Penhors sans que quelconque puisse leur porter secours car la mer était devenue trop forte. L'épave s'échoua le lendemain matin face à Kéristenvet ; les quatre hommes étaient âgés de 20 à 40 ans, le patron étant père de neuf enfants.

##### Le remembrement
Un film réalisé par Armand Chartier en 1963, intitulé L'étape du remembrement, illustre le remembrement effectué alors à Pouldreuzic et Plozévet. Ce remembrement systématique a eu des effets pervers et en 2023 Pouldreuzic à lancé une campagne, soutenue par la chambre d'agriculture, de plantation de haies et de reconstruction de talus : une dizaine d'agriculteurs y participent sur la trentaine qui ont été sollicités.

##### La restauration de la chapelle de Penhors
Pierre-Jakez Hélias évoque en ces termes la restauration de la chapelle de Penhors en 1970 :

« Au XIIIe siècle, il y avait déjà une chapelle à cet endroit. Elle a été maintes fois remaniée, agrandie, frappée par la foudre, mais la Vierge a tenu bon. En 1970, le toit de sa maison menaçait ruine. Malgré la dureté des temps, la tiédeur de la foi, on a trouvé le moyen d'y remédier. Pouvait-on laisser s'écrouler un édifice autour duquel des marées de fidèles, depuis cinq ou six cents ans, ont chanté les louanges de Marie et imploré sa protection ? Des marées de fidèles qui ont déversé, dans le plat des quêtes, assez de milliards d'écus pour faire un toit d'or ! Il est certains lieux de culte d'une telle ferveur que même les athées ne laissent pas d'en être impressionnés. Voilà pourquoi au nombre des pardons de la Bretagne bretonnante, celui de Penhors occupe toujours une des premières places. »

### LeXXIesiècle
Le 24 septembre 2016 a été inaugurée l'école publique intercommunale Per Jakez Hélias de Pouldreuzic-Plovan, implantée à Pouldreuzic.

## Démographie
L'évolution du nombre d'habitants est connue à travers les recensements de la population effectués dans la commune depuis 1793. Pour les communes de moins de 10 000 habitants, une enquête de recensement portant sur toute la population est réalisée tous les cinq ans, les populations de référence des années intermédiaires étant quant à elles estimées par interpolation ou extrapolation. Pour la commune, le premier recensement exhaustif entrant dans le cadre du nouveau dispositif a été réalisé en 2006.
En 2022, la commune comptait 2 128 habitants, en évolution de −0,42 % par rapport à 2016 (Finistère : +2,16 %, France hors Mayotte : +2,11 %).
| 1793 | 1800 | 1806 | 1821 | 1831  | 1836  | 1841  | 1846  | 1851  |
| ---- | ---- | ---- | ---- | ----- | ----- | ----- | ----- | ----- |
| 707  | 710  | 724  | 838  | 1 436 | 1 527 | 1 652 | 1 743 | 1 759 |

| 1856  | 1861  | 1866  | 1872  | 1876  | 1881  | 1886  | 1891  | 1896  |
| ----- | ----- | ----- | ----- | ----- | ----- | ----- | ----- | ----- |
| 1 715 | 1 683 | 1 790 | 1 754 | 1 831 | 1 876 | 2 008 | 2 048 | 2 199 |

| 1901  | 1906  | 1911  | 1921  | 1926  | 1931  | 1936  | 1946  | 1954  |
| ----- | ----- | ----- | ----- | ----- | ----- | ----- | ----- | ----- |
| 2 291 | 2 332 | 2 286 | 2 356 | 2 299 | 2 311 | 2 464 | 2 470 | 2 124 |

| 1962  | 1968  | 1975  | 1982  | 1990  | 1999  | 2006  | 2011  | 2016  |
| ----- | ----- | ----- | ----- | ----- | ----- | ----- | ----- | ----- |
| 2 278 | 2 232 | 2 141 | 2 024 | 1 854 | 1 814 | 1 814 | 2 051 | 2 137 |

| 2021  | 2022  | - | - | - | - | - | - | - |
| ----- | ----- | - | - | - | - | - | - | - |
| 2 143 | 2 128 | - | - | - | - | - | - | - |

## Politique et administration

### Liste des maires
| Période      | Période      | Identité                  | Étiquette        | Qualité |
| ------------ | ------------ | ------------------------- | ---------------- | --- |
| 1794         |              | Guénolé Lautrédou         |                  | |
| 1803         | 1804         | Hascoët                   |                  | |
| 1820         | 1840         | Alain Lautrédou           |                  | |
| 1840         | 1850         | Pierre Le Gall            |                  | |
| 1850         | 1874         | Jean Guichaoua            |                  | |
| 1874         | 1878         | Jacques Le Guellec        |                  | |
| 1878         | 1884         | Alain Plouzennec          |                  | |
| 1884         | 1888         | Pierre Bourdon            |                  | |
| 1888         | 1892         | Jean Le Berre             |                  | |
| 1892         | 1908         | Clet Guichaoua            |                  | |
| 1908         | mai 1925     | Clet Marie Guichaoua fils |                  | |
| mai 1925     | mai 1935     | Jean Hénaff               | Droite           | Industriel Conseiller général de Plogastel-Saint-Germain (1921 → 1922) Conseiller d'arrondissement (1904 → 1910) |
| mai 1935     | mars 1971    | Corentin Hénaff           |                  | Fils du précédent |
| mars 1971    | 24 mars 1979 | René Gouriten             | DVD              | Démissionnaire pour raison de santé |
| 24 mars 1979 | 22 mars 2008 | Ambroise Guellec          | UDF-CDS puis UMP | Haut fonctionnaire Député européen (2004 → 2009) Député du Finistère (7e circ.) (1988 → 1997) Conseiller général de Plogastel-Saint-Germain (1982 → 1992) Conseiller régional de Bretagne (1982 → 1986 et 1992 → 2010) Vice-président du conseil régional (1992 → 2004) |
| 22 mars 2008 | 29 mars 2014 | Marie-Thérèse Gourlaouen  | UMP              | Vice-présidente de la CC du Haut Pays Bigouden |
| 29 mars 2014 | En cours     | Philippe Ronarc'h         | PS               | Salarié du secteur médico-social Vice-président de la CC du Haut Pays Bigouden (2014 → ) Réélu pour le mandat 2020-2026 |

## Activités économiques

### L'entrepriseHénaff

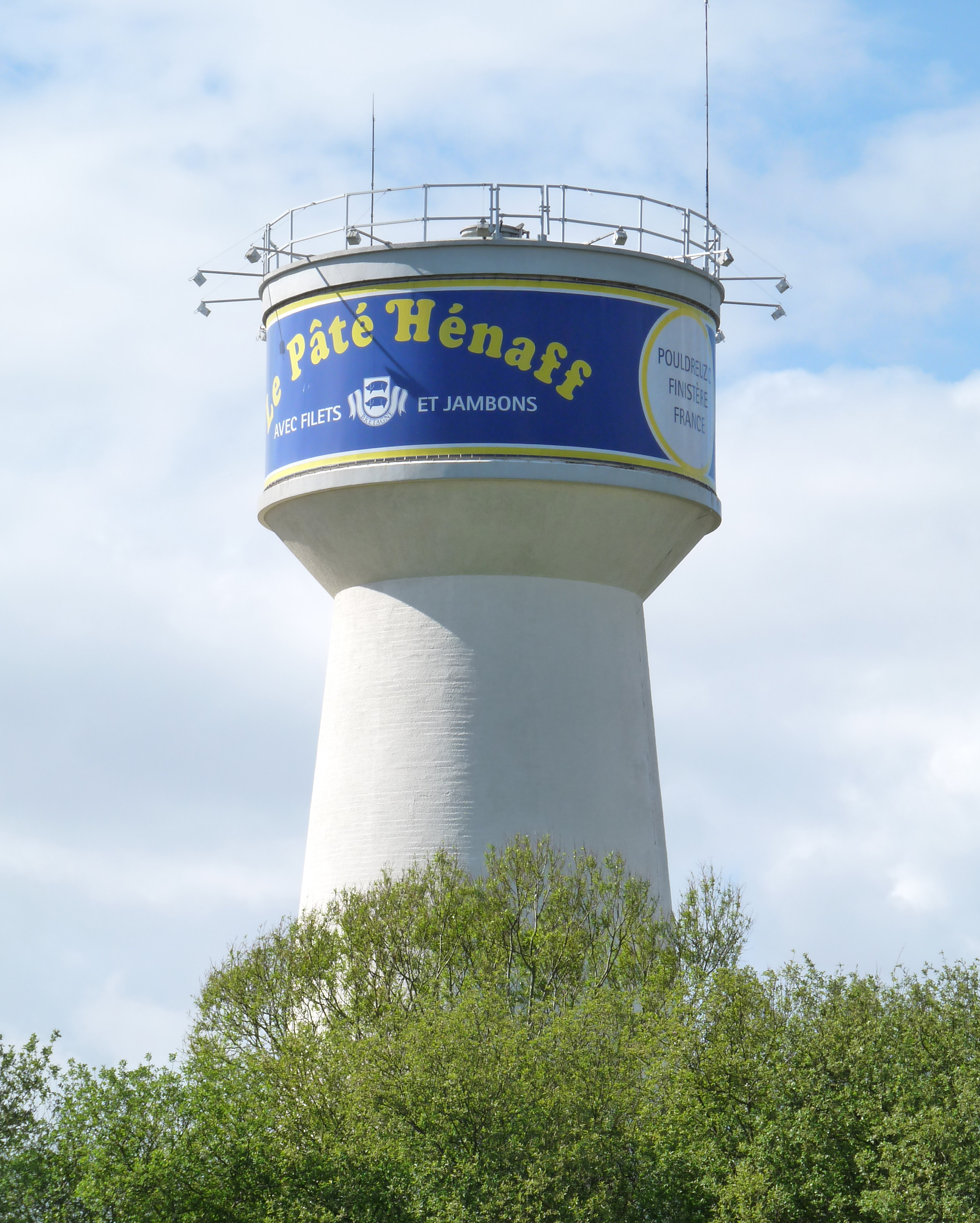
Le château d'eau aux couleurs de la société Hénaff, érigé en 1953.

Pouldreuzic est le siège social de la société Jean Hénaff SA, célèbre grâce à son pâté Hénaff (voir Jean-Jacques Hénaff) Cette entreprise emploie en 2015 environ 210 salariés.

Les premières activités légumières (conserves de petits pois et haricots verts) de cette entreprise créée en 1907 par Jean Hénaff (1859-1942), alors simple agriculteur, devenu maire de Pouldreuzic, puis conseiller général du Finistère, sont évoquées par Pierre-Jakez Hélias dans son Cheval d'orgueil et présentées dans un livre consacré à cette entreprise.
La recette du pâté de porc Hénaff (une recette simple qui consiste à utiliser la totalité de la viande des porcs pour fabriquer ce pâté) est inventée en 1915.
Pendant l'entre-deux-guerres, l'entreprise produit des conserves de légumes, des conserves de poissons et des conserves de pâté de porc. L'usine est occupée par les Allemands pendant la Seconde Guerre mondiale et la production quasiment arrêtée. L'activité ne reprend qu'en 1949. L'entreprise cesse sa production de conserves de poissons en 1960 et celle de conserves de légumes en 1972, mais diversifie sa production charcutière et étend sa zone de chalandise dans les dernières décennies du XXe siècle.
Depuis le mois de juin 2007 est ouverte « La Maison du Pâté Hénaff », espace muséographique consacré à l'entreprise Hénaff, ses produits et son histoire. Ce musée est situé dans la ferme où habitait Jean Hénaff en 1907.

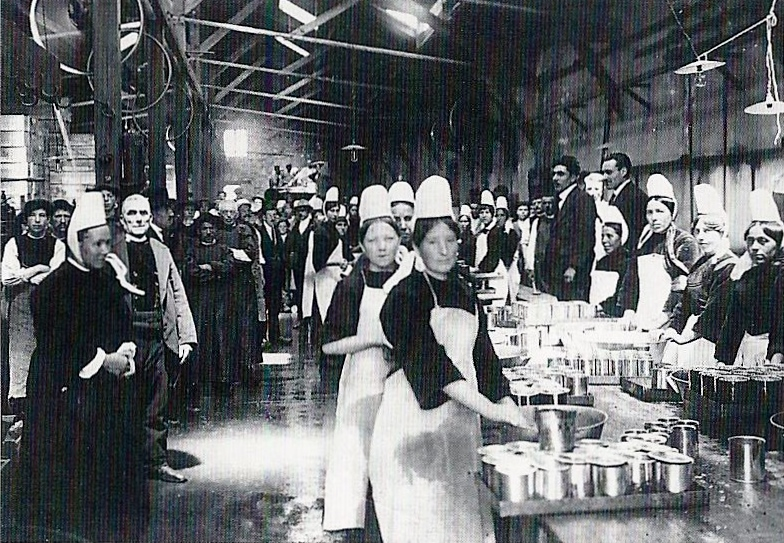
L'usine Hénaff en 1919 : le jutage des petits pois.
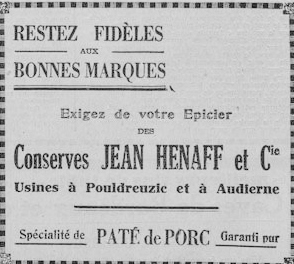
Publicité en faveur du pâté Hénaff datant de 1932.
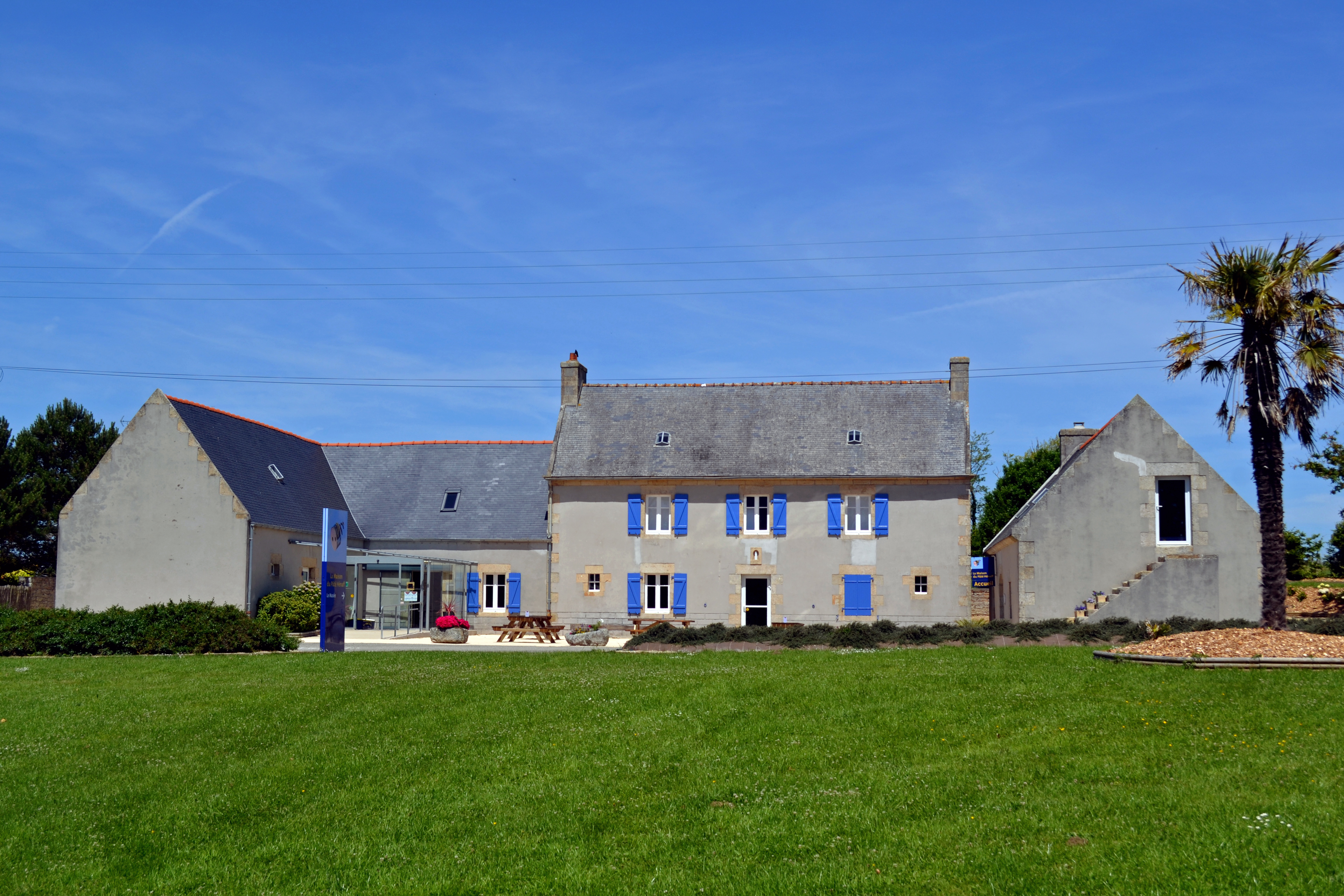
Pouldreuzic : musée « La Maison du Pâté Hénaff », vue extérieure d'ensemble.
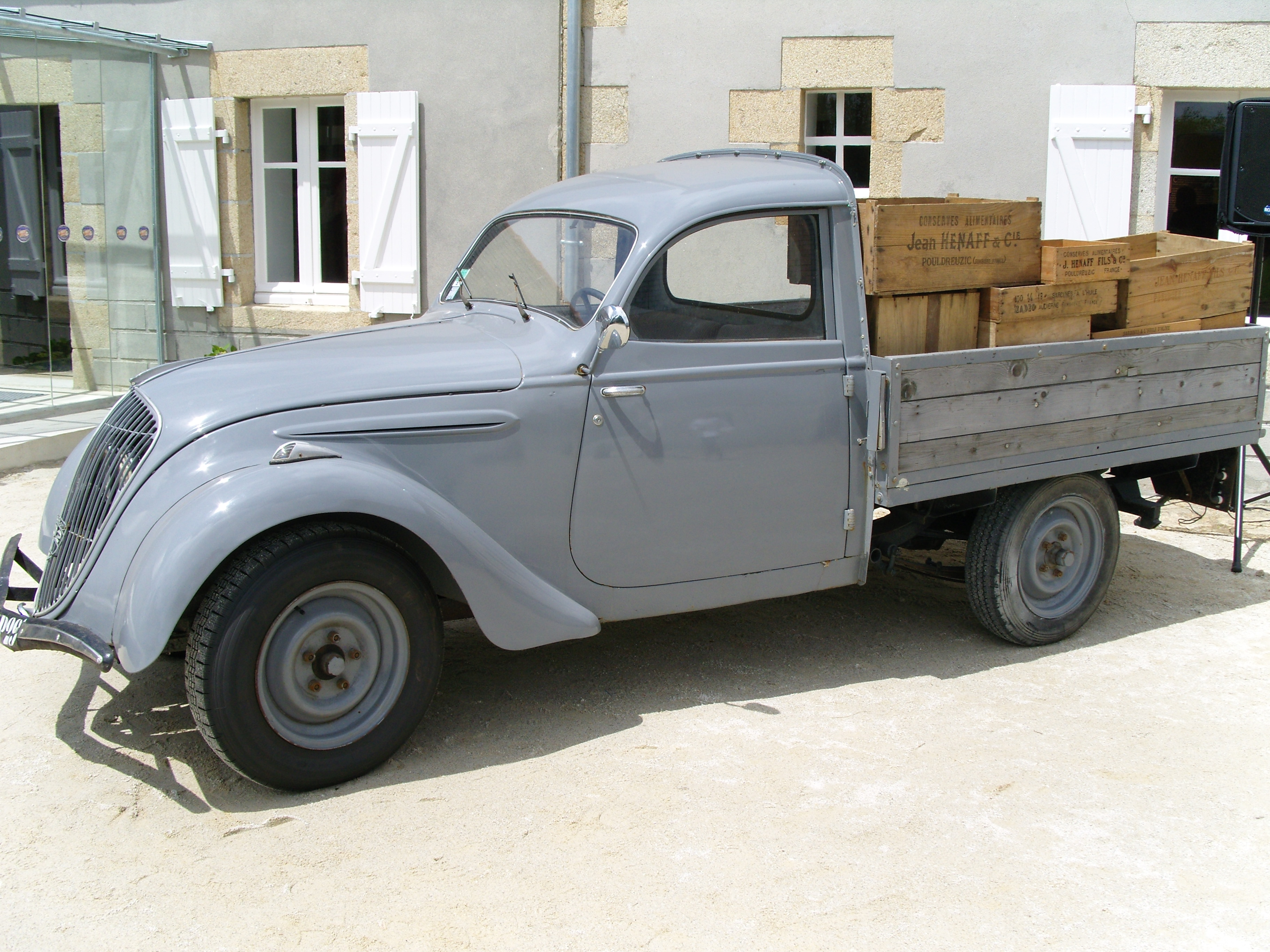
Pouldreuzic : musée « La Maison du Pâté Hénaff », ancienne camionnette de livraison.
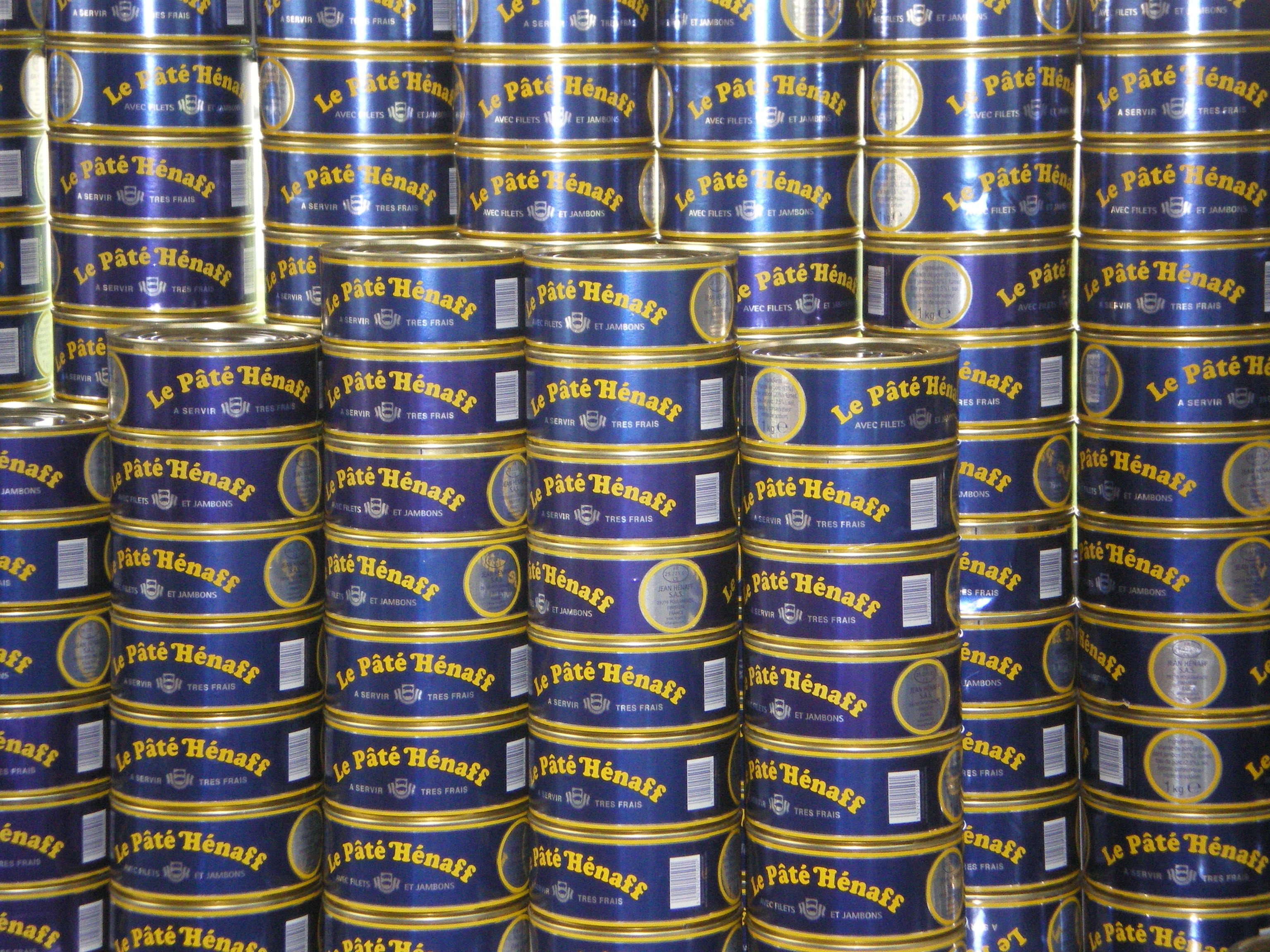
Pouldreuzic : la boutique de « La Maison du Pâté Hénaff », empilement de boîtes de pâté Hénaff de 1 kg.
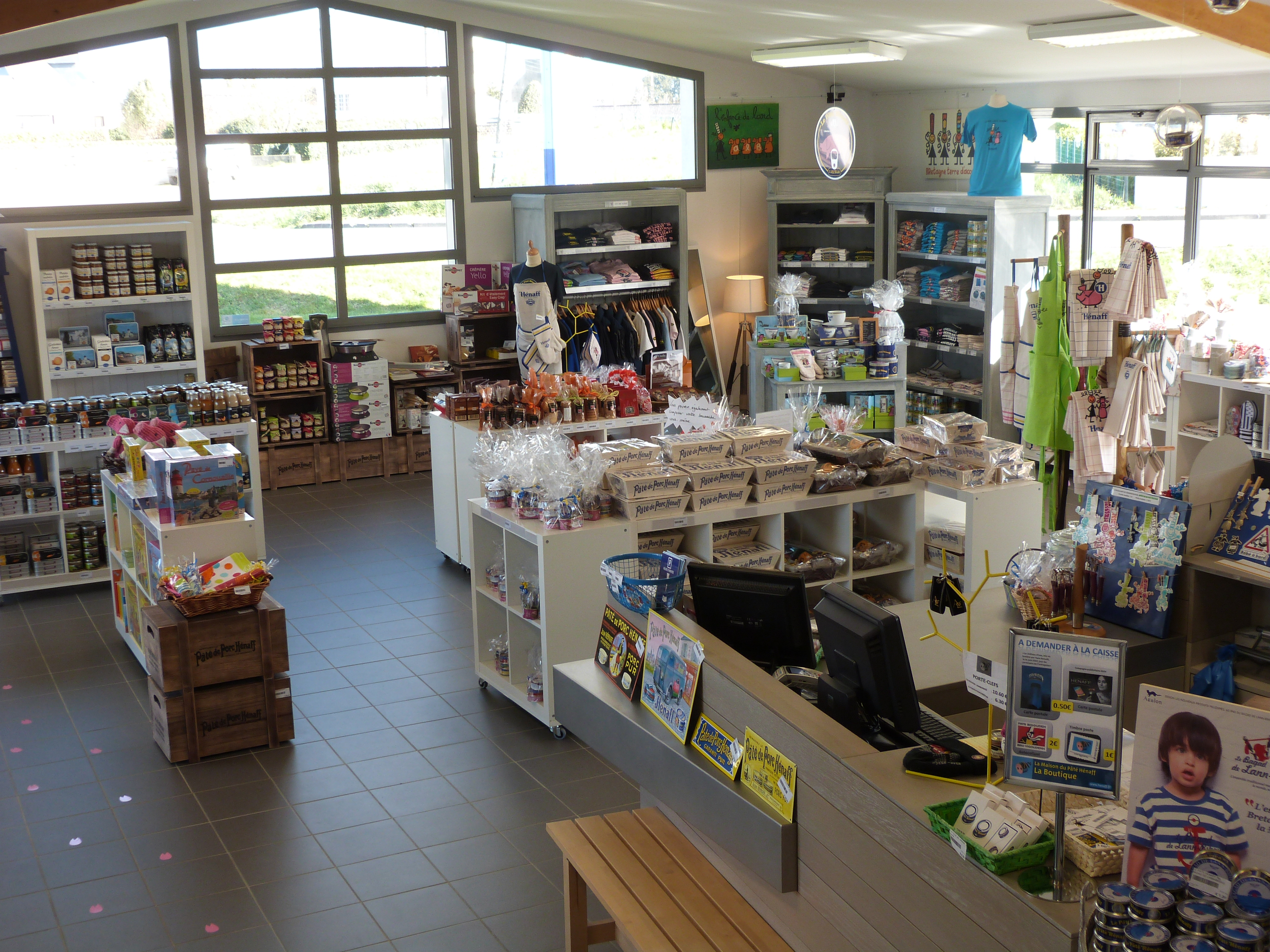
Pouldreuzic : la boutique de « La Maison du Pâté Hénaff », vue intérieure.

### Les autres entreprises
- On y trouvait aussi l'entreprise Krampouz, spécialisée dans la production de billigs, avant qu'elle ne déménage à Pluguffan.
- C'est également à Pouldreuzic que se trouve la cidrerie Bosser (fondée par Pierre Bosser en 1947, reprise par son fils Yves en 1977) qui produit le cidre Kerné[109].
- La brasserie de Pouldreuzic, installée au lieu-dit Trégonguen depuis 1998, élabore les bières de Penhors ainsi que de la limonade artisanale[110].
- Le chocolatier Patrick Robinet exerce aussi à Pouldreuzic.

## Enseignement
Pouldreuzic dispose d'un collège privé, le collège Notre-Dame-de-Penhors (210 élèves), et de deux écoles primaires et maternelles (268 élèves), l'école publique Pierre Jakez Hélias et l'école privée Notre-Dame-de-Lorette.

## Monuments et sites

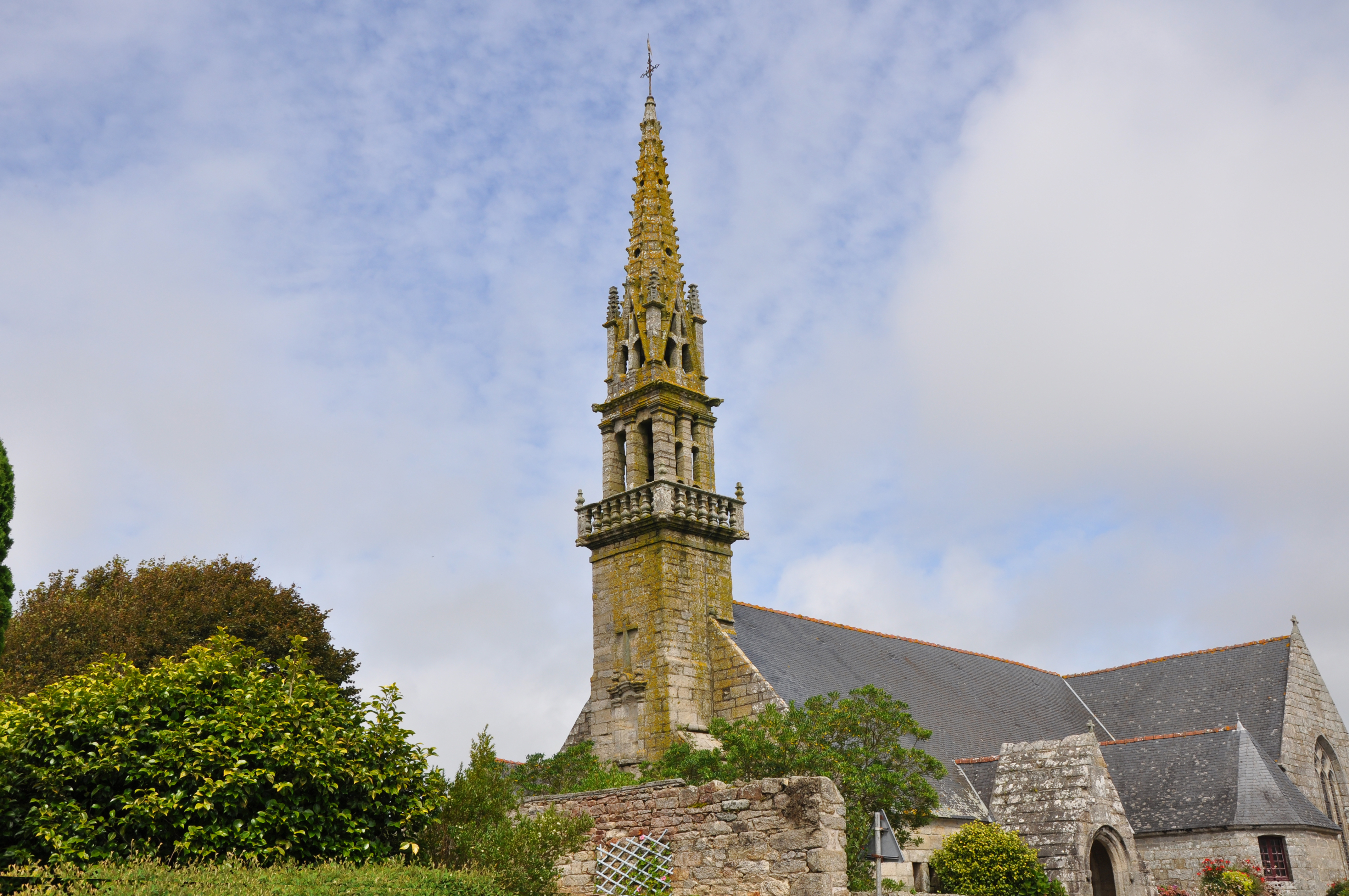
Église Saint-Faron.

- L'église Saint-Faron : dédiée à saint Faron[114], l'ancienne église datait du XIVe siècle, mais fut gravement endommagée par la foudre en 1703 et reconstruite au début du XVIIe siècle ; l'autel du Rosaire date de 1668 et fut sculpté par le quimpérois Jean de Ferrand[115]. Sa grande verrière de style flamboyant est l'une des plus anciennes du Pays Bigouden, elle date de 1573 selon l'inscription qu'elle porte. La paroisse de Pouldreuzic possède une croix processionnelle en argent, avec les figures du Christ et de la Vierge-Mère, qui date de 1685, attribuée, en raison des initiales qu'elle porte, à Joseph Bernard, alors orfèvre à Quimper[116]. Le patron actuel de la paroisse de Pouldreuzic est saint Tugdual.
- La chapelle Notre-Dame de Penhors : caractéristique de l'école de Pont-Croix, elle date initialement du XIIIe siècle, mais elle fut agrandie à plusieurs reprises les siècles suivants. Le clocher se trouve au milieu de la chapelle, là où la partie romane devait s'achever. Son maître-autel date du XVIIIe siècle et possède un reliquaire en bois sculpté qui renferme les reliques de saint Emeurit, un saint breton quasi inconnu qui fut ermite à Pouldreuzic au VIe siècle[117]. Elle possède un calice en argent datant de 1622 fait, selon son poinçon, par Julien Loyseau, alors orfèvre à Quimper[118]. La chapelle abrite un ex-voto qui est une maquette de bateau datant de 1926 et un autre qui est un tableau sur toile datant du XIXe siècle et représentant la bataille de Trafalgar. Son enclos paroissial contient une porte triomphale et un calvaire, qui datent tous deux du XVIe siècle. La chapelle a été restaurée à partir de 1970[115]. Pierre-Jakez Hélias écrit, dans Le Cheval d'orgueil[119] : « Son grand pardon est le sommet de notre vie. C'est aussi notre orgueil car il réunit une telle foule d'étrangers au pays qu'il faut bien que notre Vierge soit l'une des plus puissantes parmi les dames des Cieux ». Ce pardon est célébré le premier dimanche de septembre.

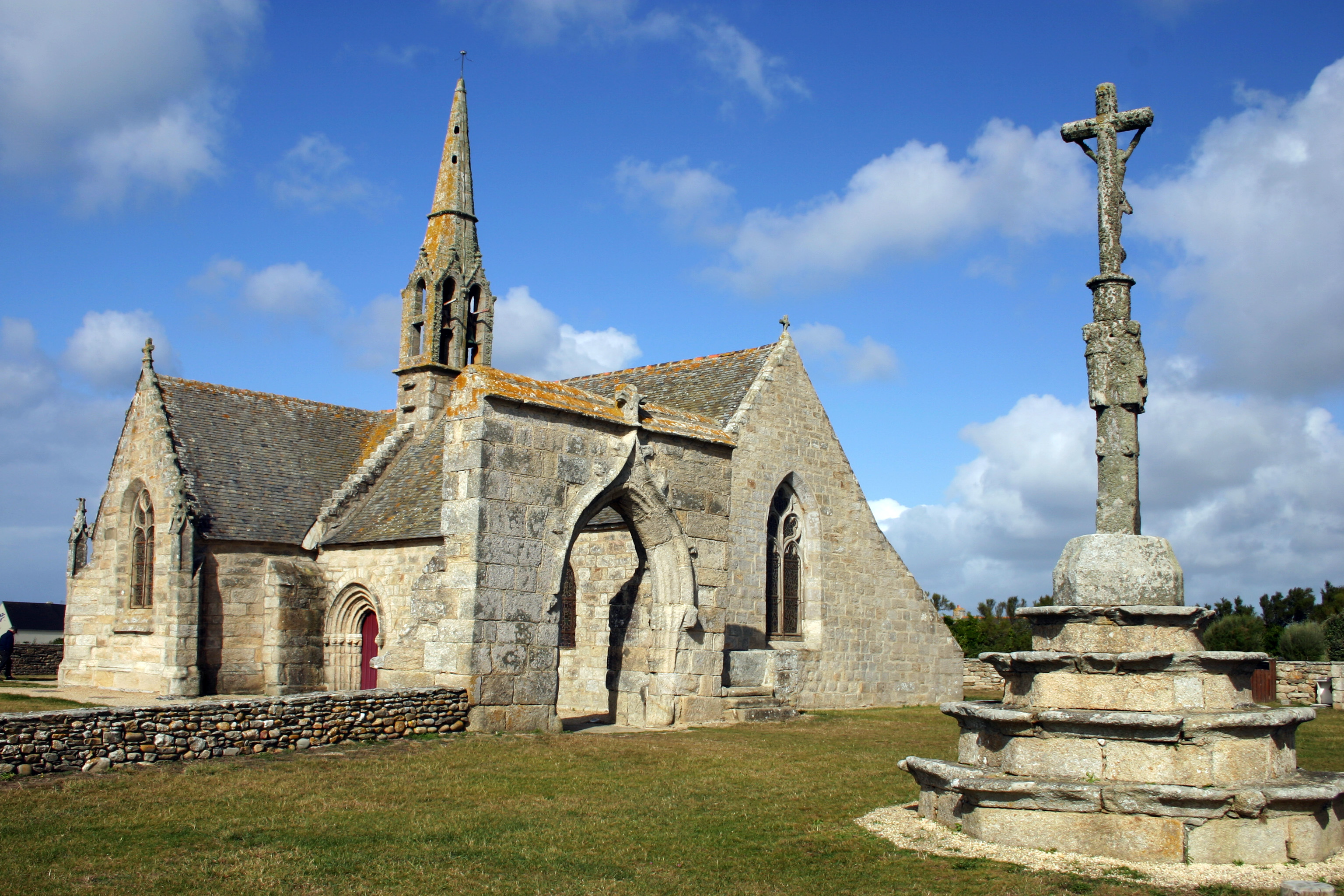
Le calvaire et la chapelle.
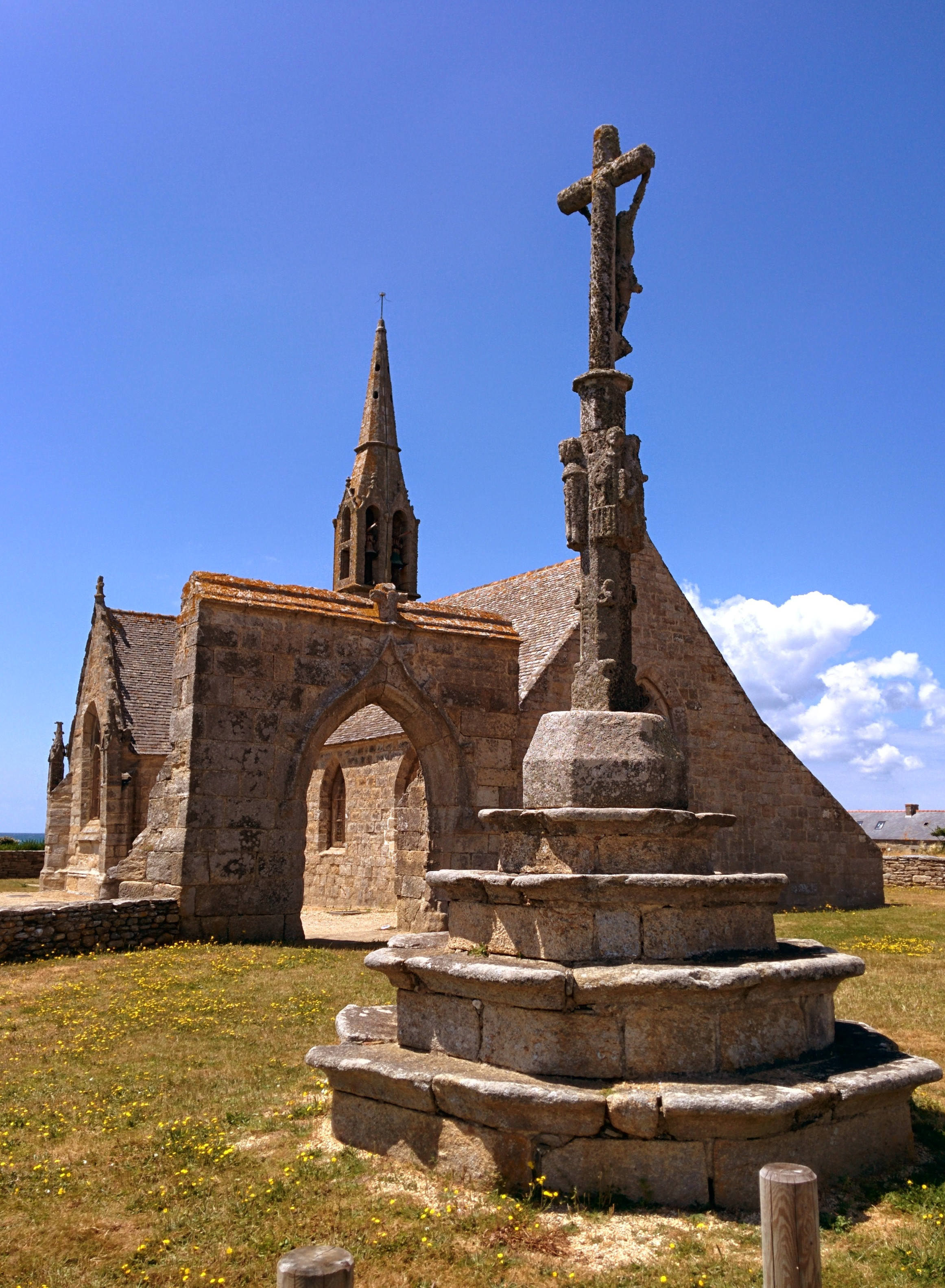
Le calvaire et la chapelle.
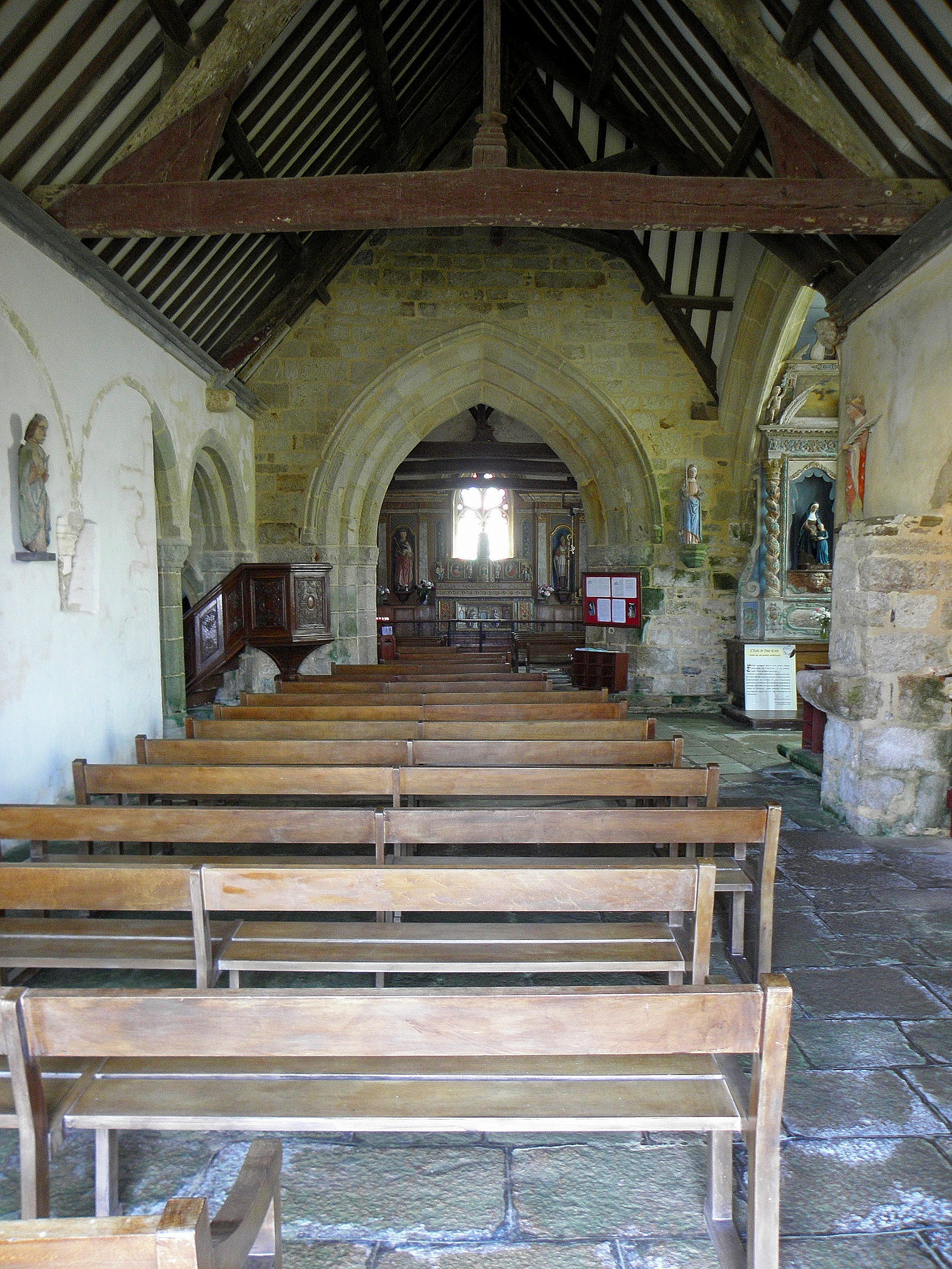
Vue intérieure.
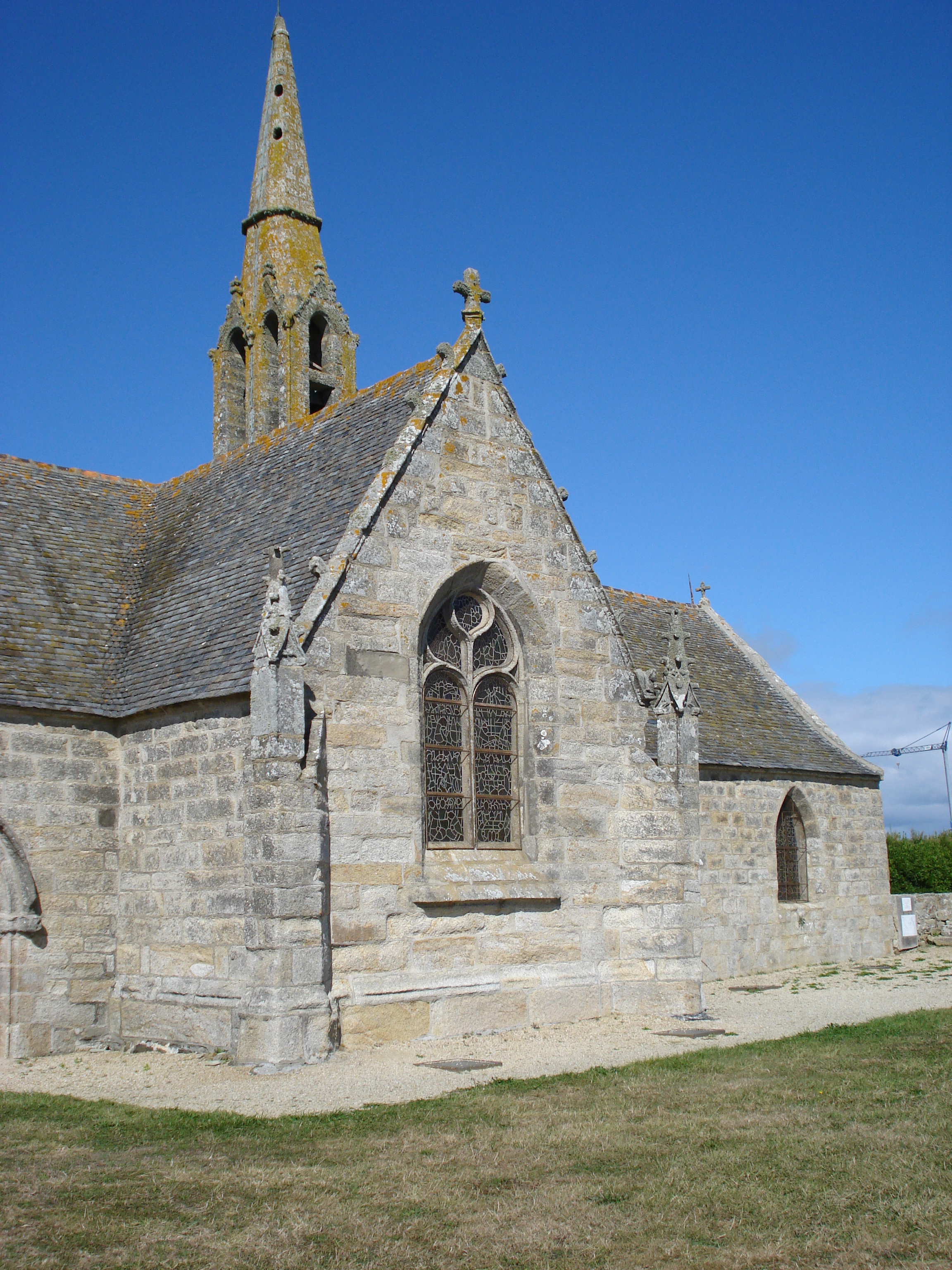
Chapelle de Penhors.
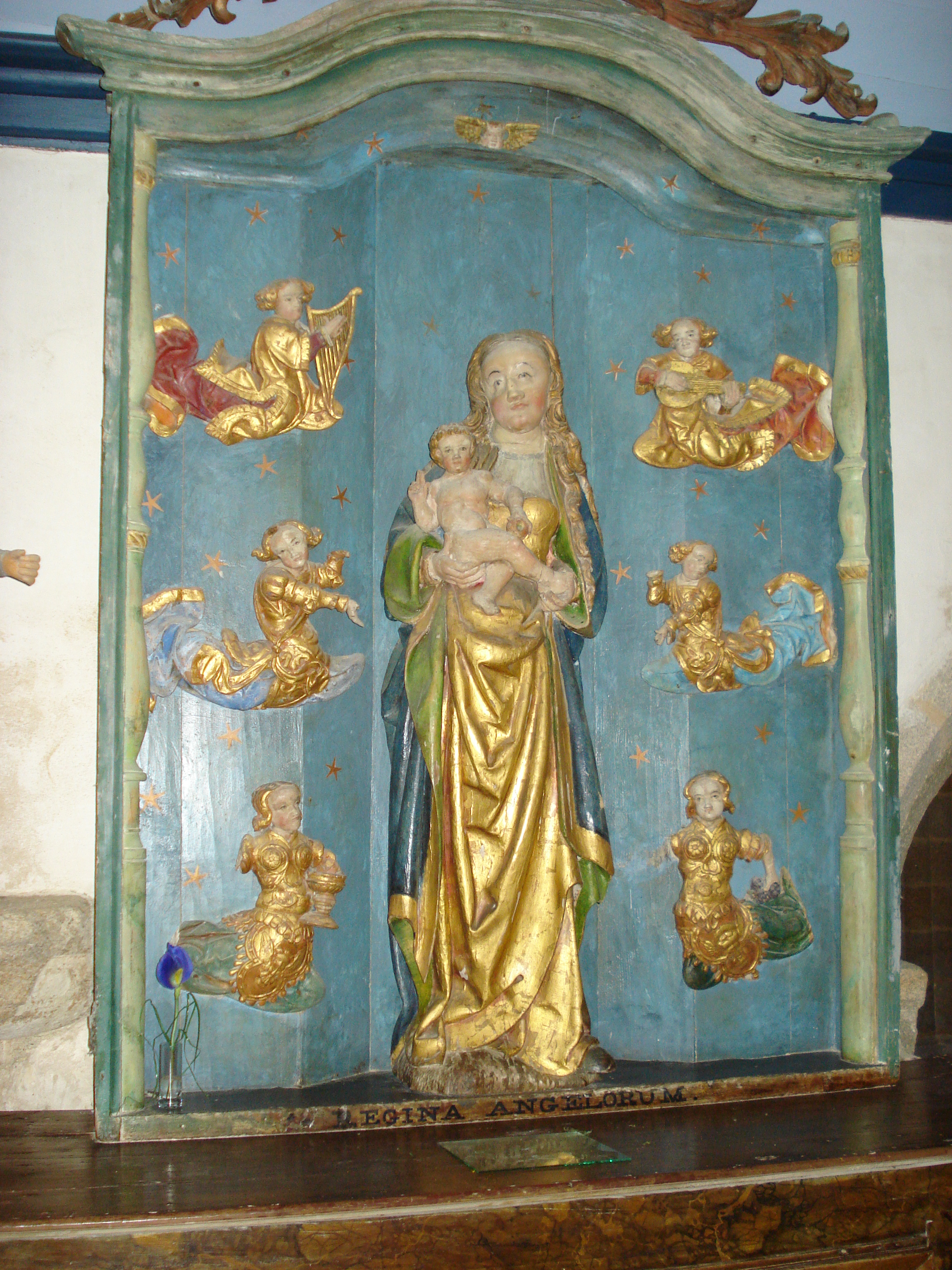
Autel de la Vierge.
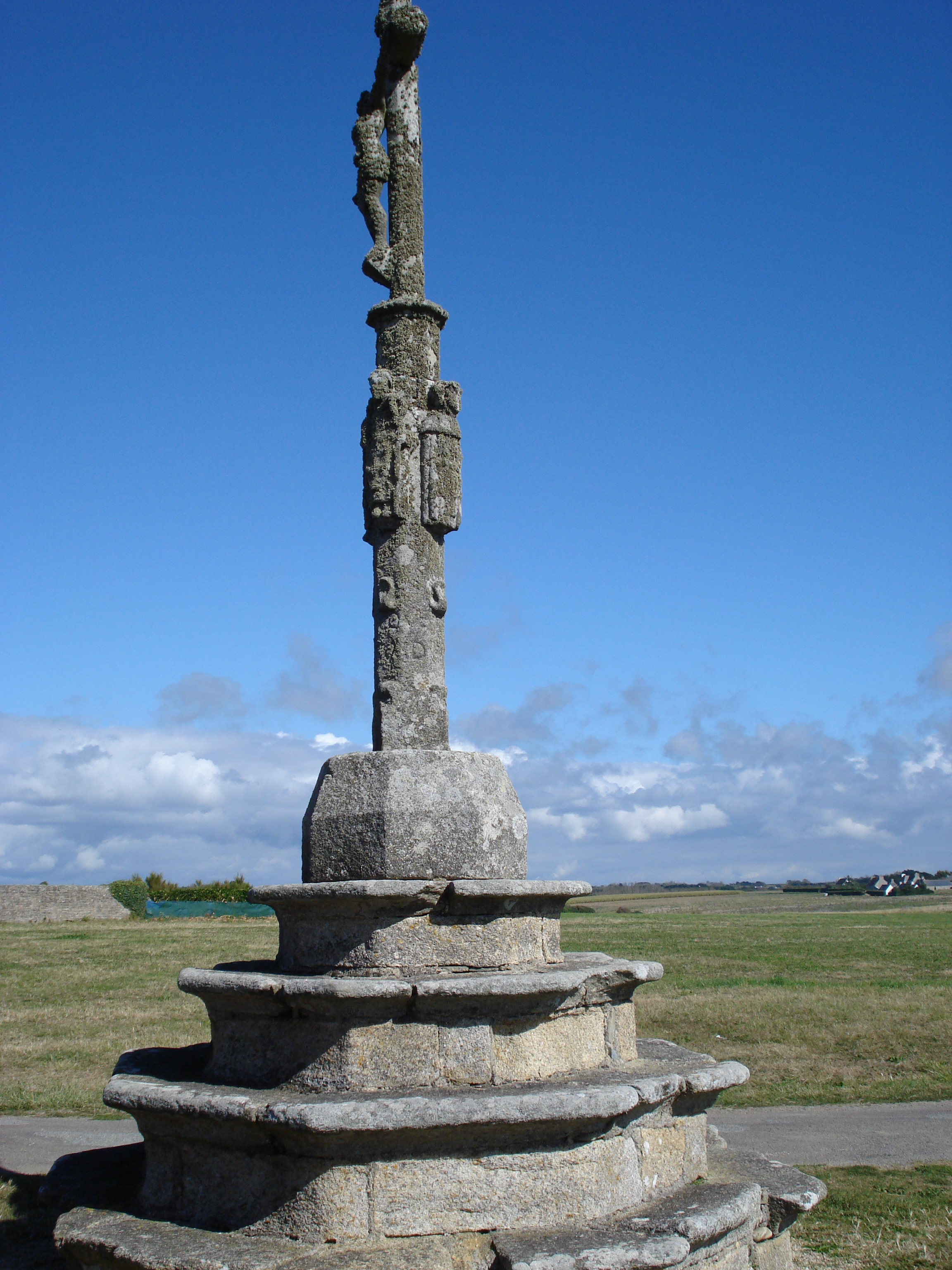
Le calvaire.
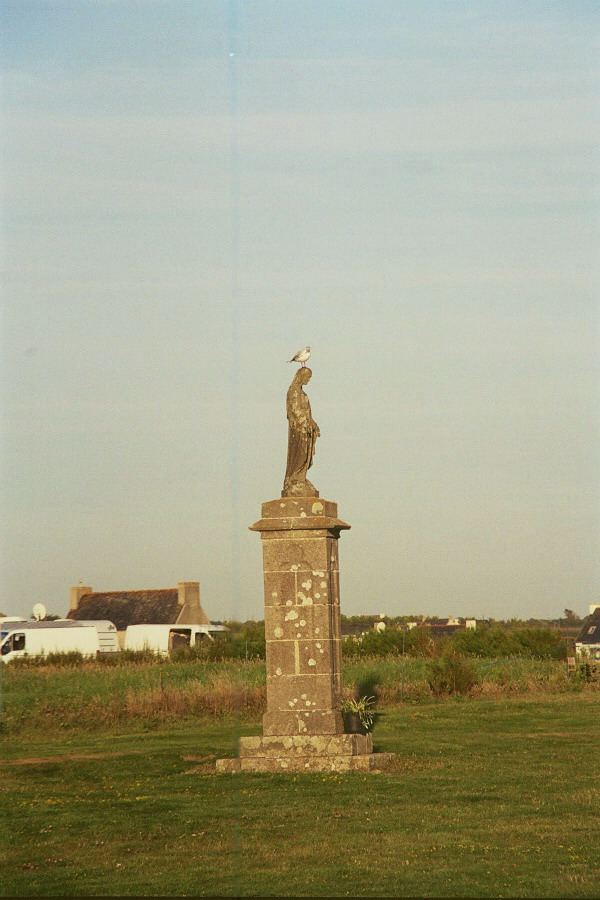
Notre-Dame-de-Penhors (plage de Penhors).

- L'église de Lababan : cette ancienne église tréviale, dédiée à saint Paban, contient une nef de quatre travées avec bas-côtés. Certains de ses chapiteaux datent du XIIIe siècle, son porche et son côté sud du XVe siècle, son chevet et son côté nord du XVIe siècle et son clocher de 1676[115]. Elle possède la boite aux Saintes Huiles de son ancien recteur, Jean-Étienne Riou, qui fut guillotiné à Quimper en 1794[120].

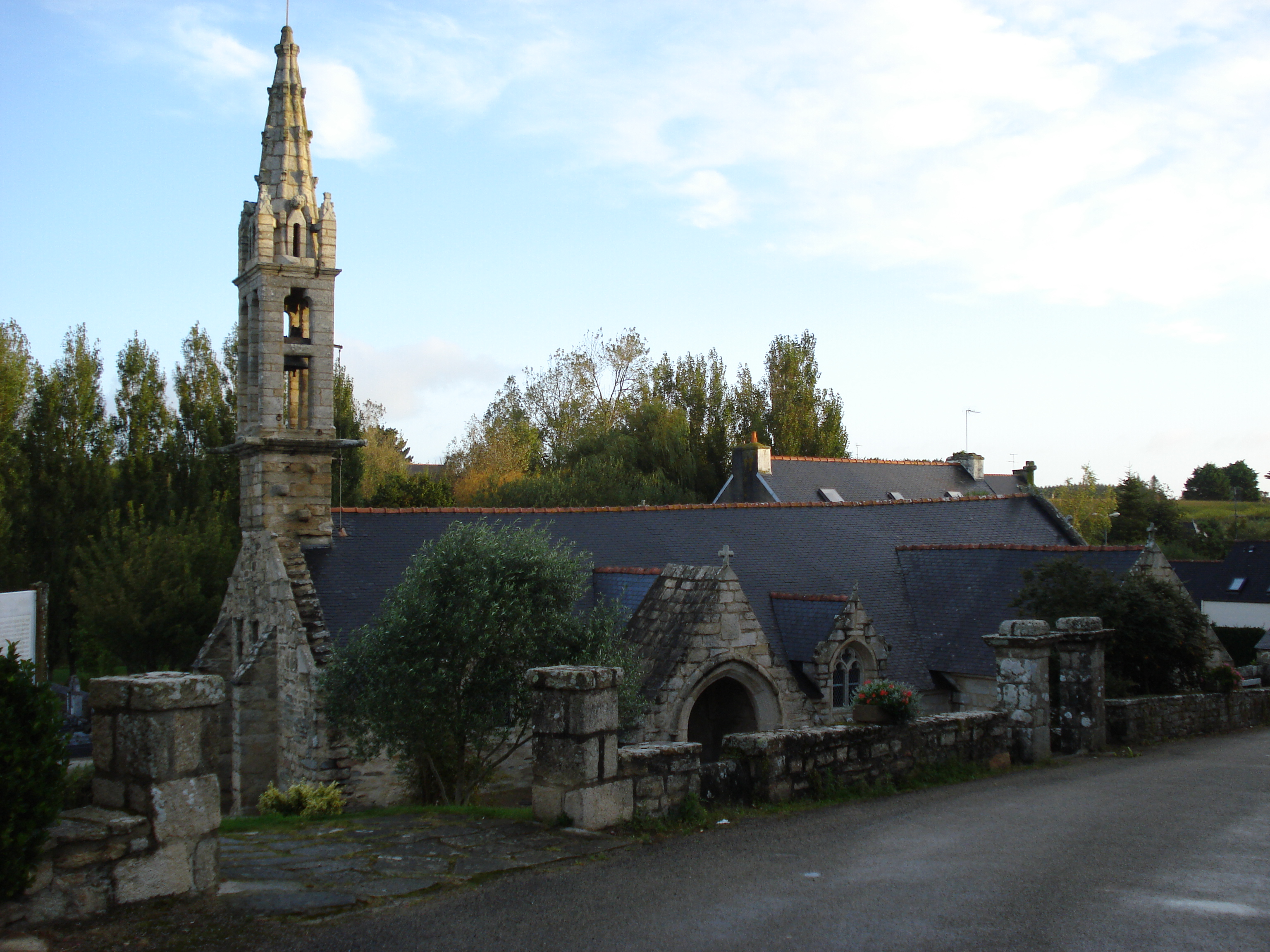
Église de Lababan.
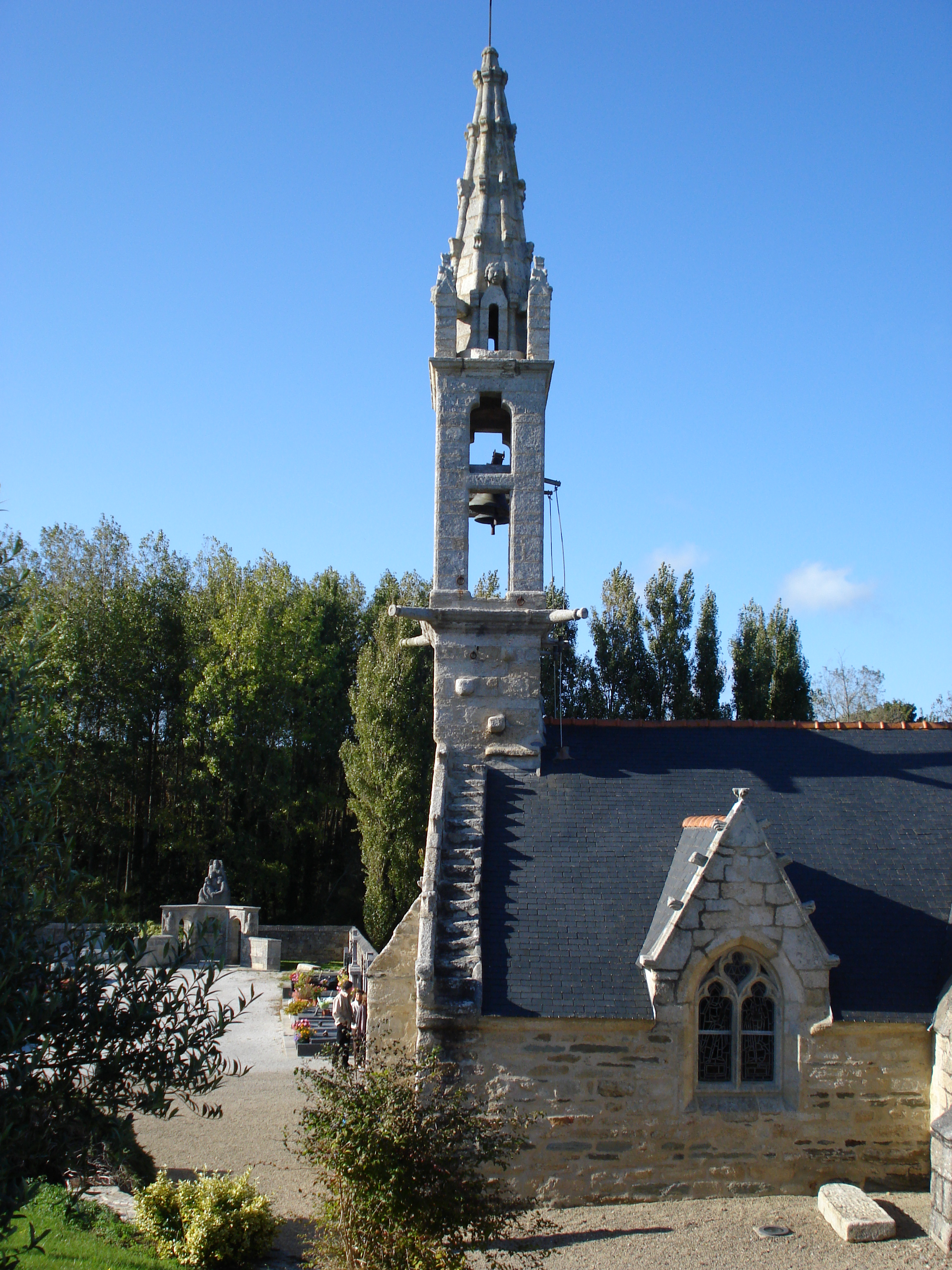
Clocher avec escalier extérieur.

- Le « Musée de l'Amiral » à Penhors, situé sur le parking du port, présente une belle collection de coquillages, oiseaux marins, fossiles et objets divers ayant un rapport avec la mer[121].

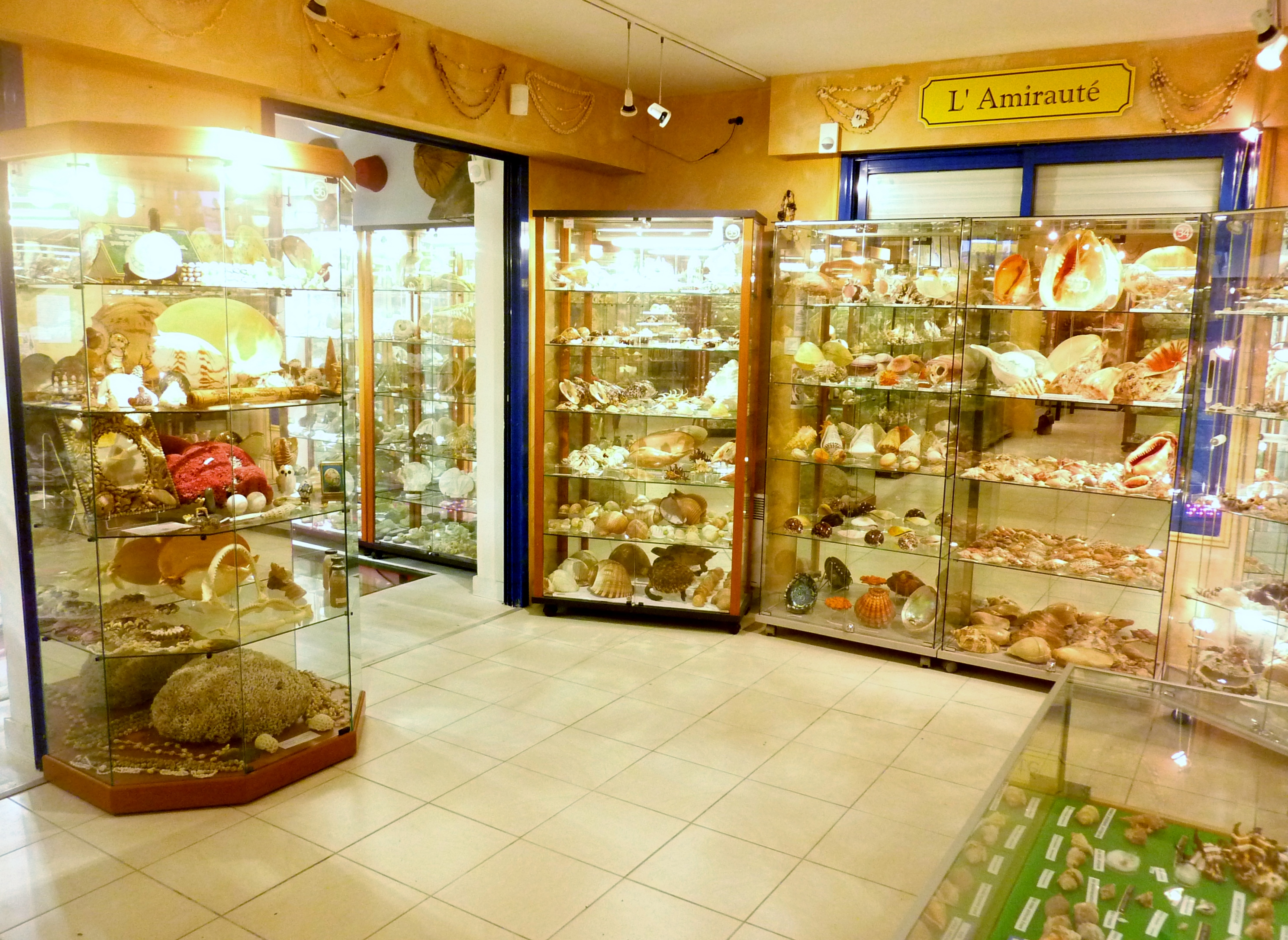
Une des salles.
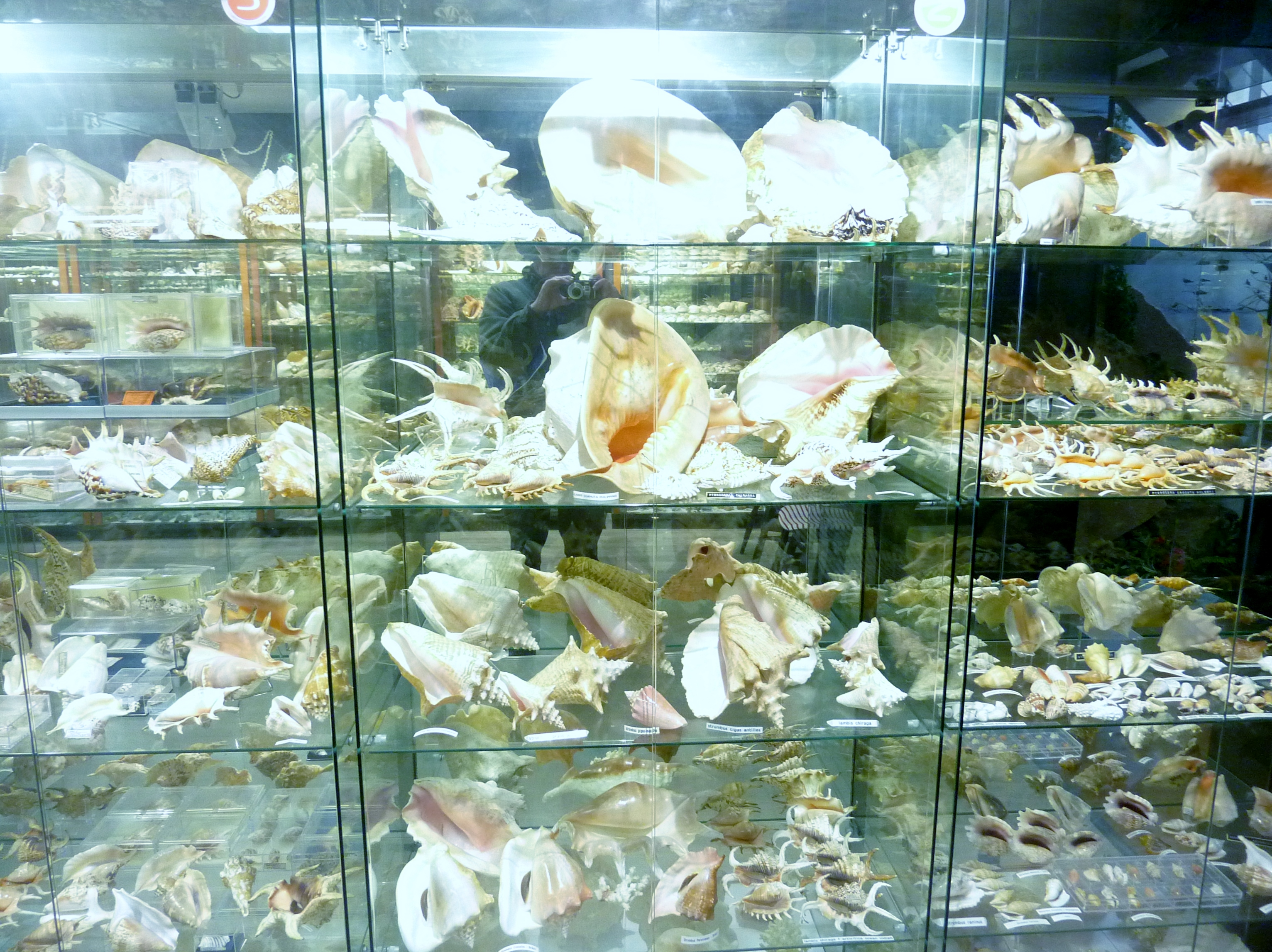
Vitrine de coquillages exotiques.
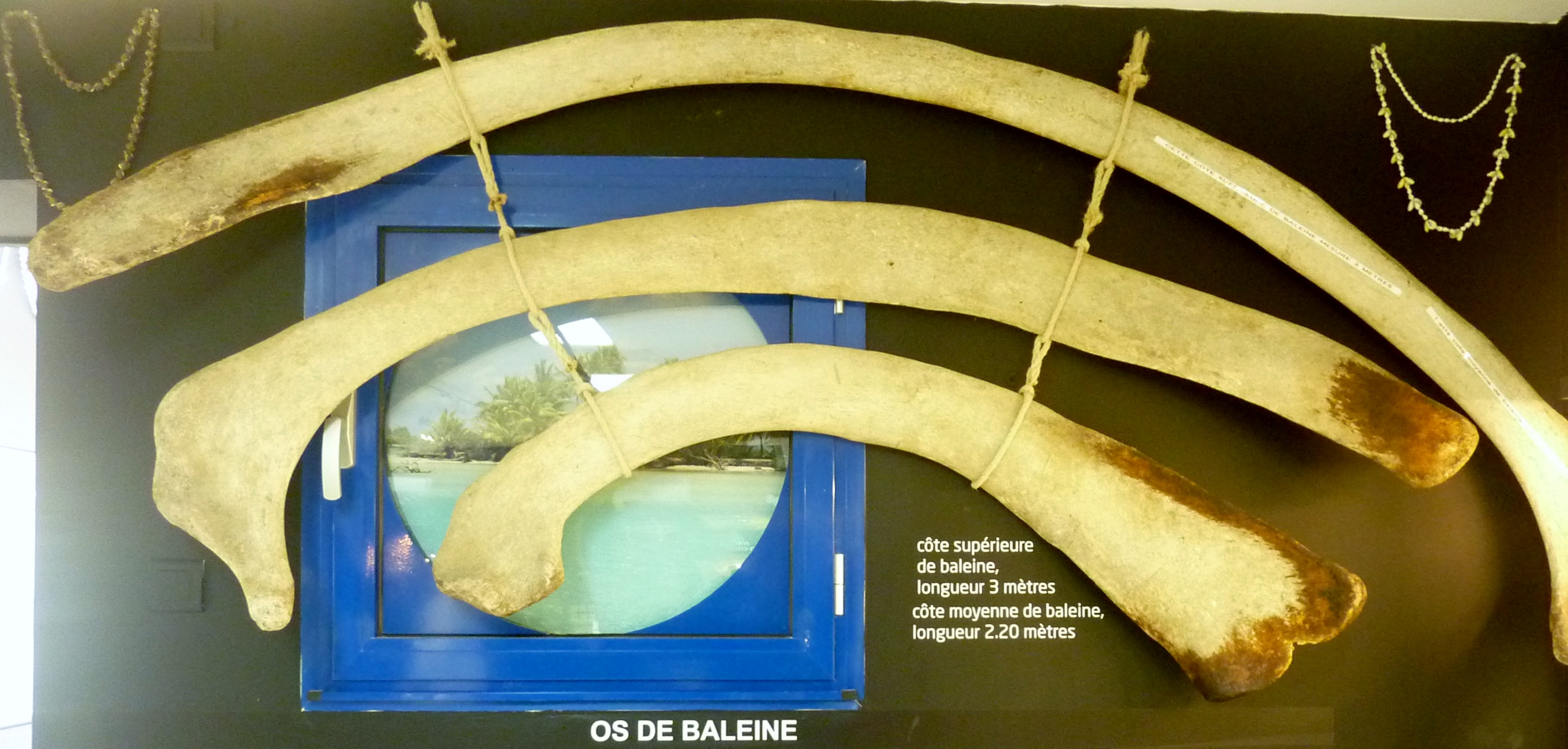
Os de baleine échouée en 1980 le long du palud Gourinet.
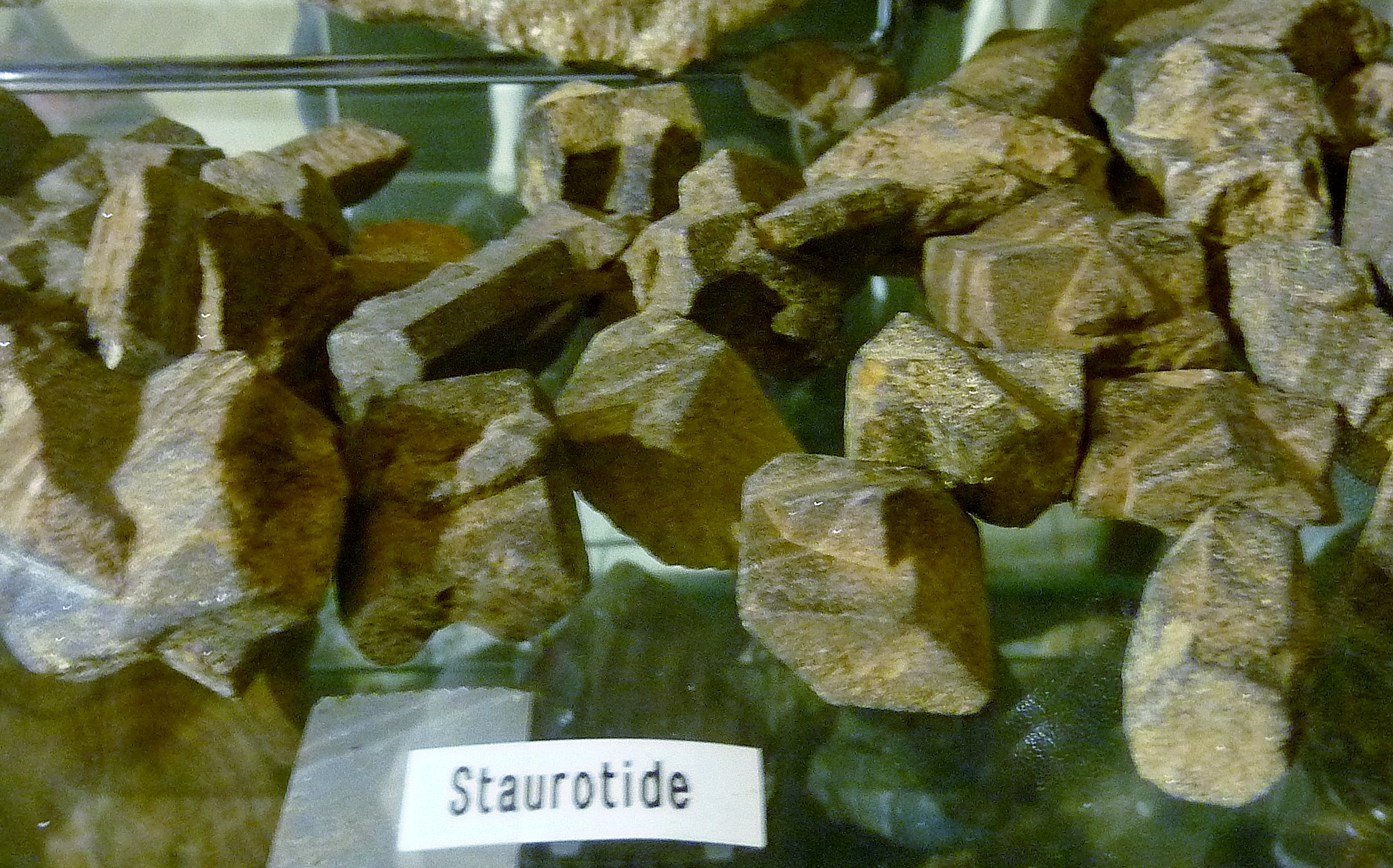
Staurotide.
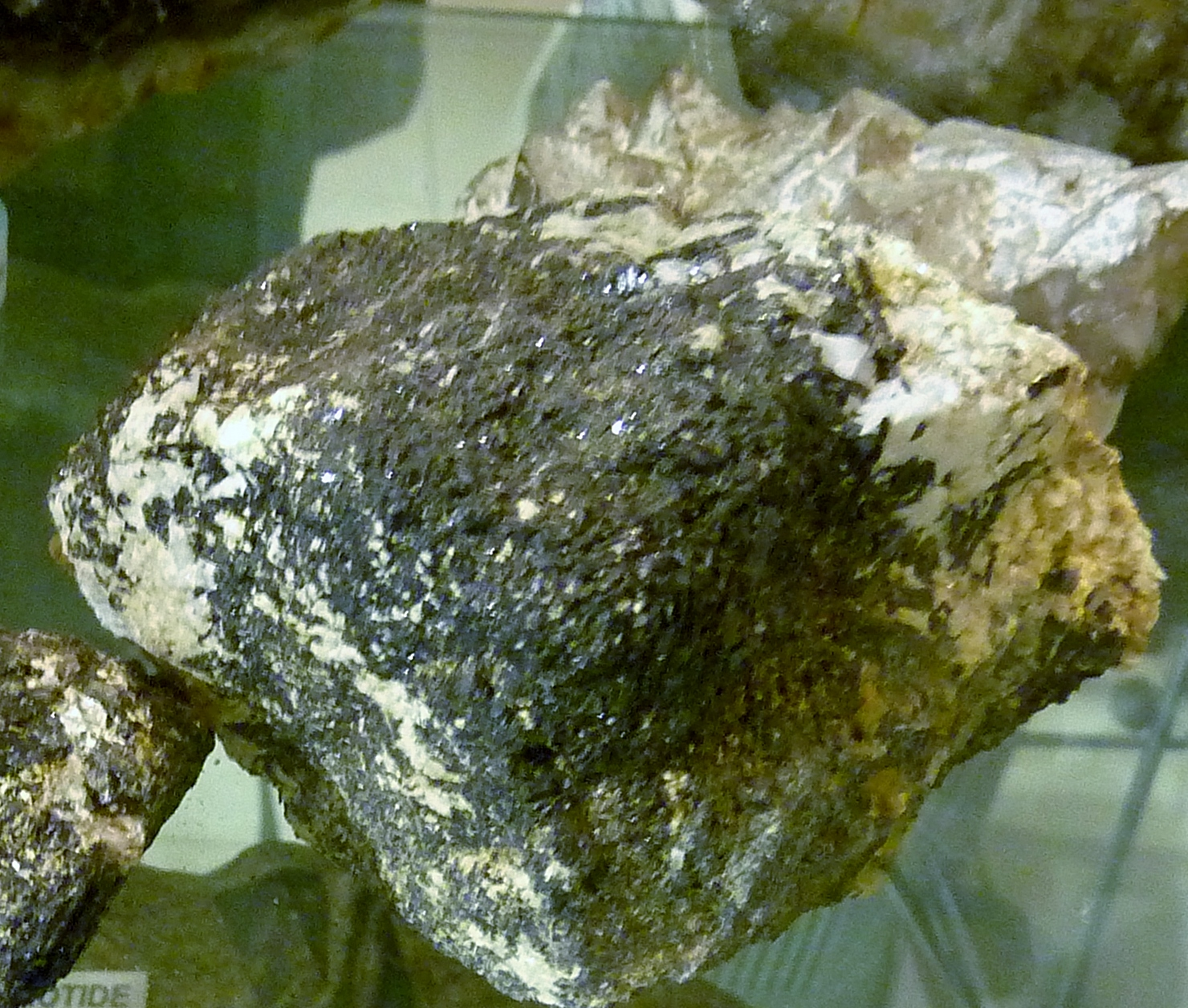
Tourmaline trouvée à Plomelin.
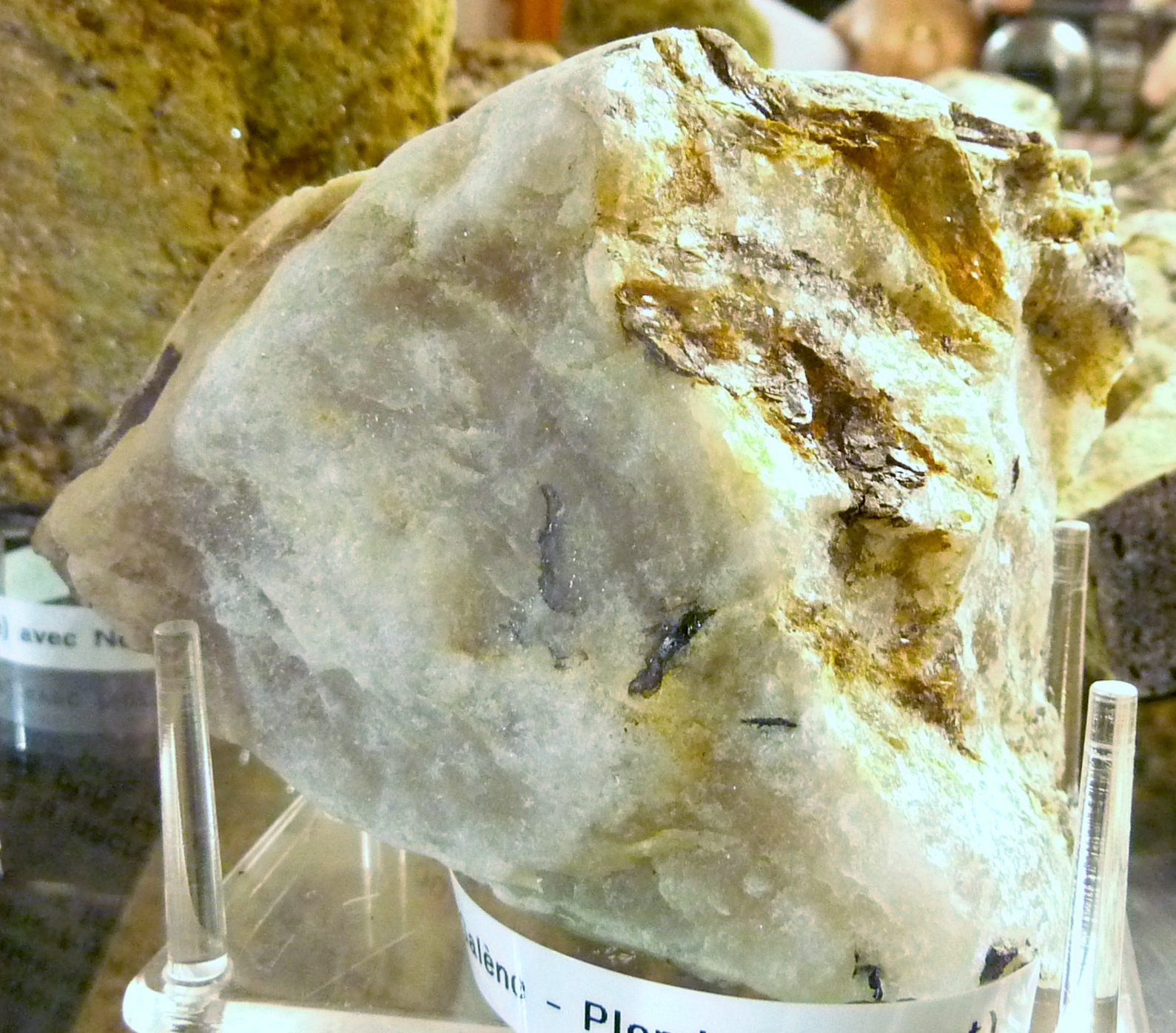
Galène trouvée à Huelgoat.

- La « Maison de Pierre-Jakez Hélias » montre une maison du début du XXe siècle et illustre la vie quotidienne de l'écrivain.

## Romans
- Alexis Guivarc'h : Le disparu de la baie (mélange de fiction et de réalité, ce livre a pour cadre la baie d'Audierne pendant la Première Guerre mondiale)

## Tableaux
- Lucien Simon : Procession à Penhors (1908)[122].
- Emmanuel Blanche : Pardon à Notre-Dame-de-Penhors[123].
- Jean-Julien Lemordant : Jeune fille de Penhors[124].

## Document sonore
- Une « Messe bretonne en Pays Bigouden » a été enregistrée à Pouldreuzic le second dimanche de l'Avent 1960[125].

## Personnalités nées à Pouldreuzic
- Jean Hénaff (1859-1942), fondateur de la société Jean Hénaff SA et maire de la commune.
- Pierre-Jakez Hélias (1914-1995), poète et écrivain. On peut visiter sa maison natale, donnée par Hélias à la commune.
- René Le Corre (1923-2021), poète, né et décédé dans la commune.
- Jean-Jacques Hénaff (1938), industriel.